# Arte egizia

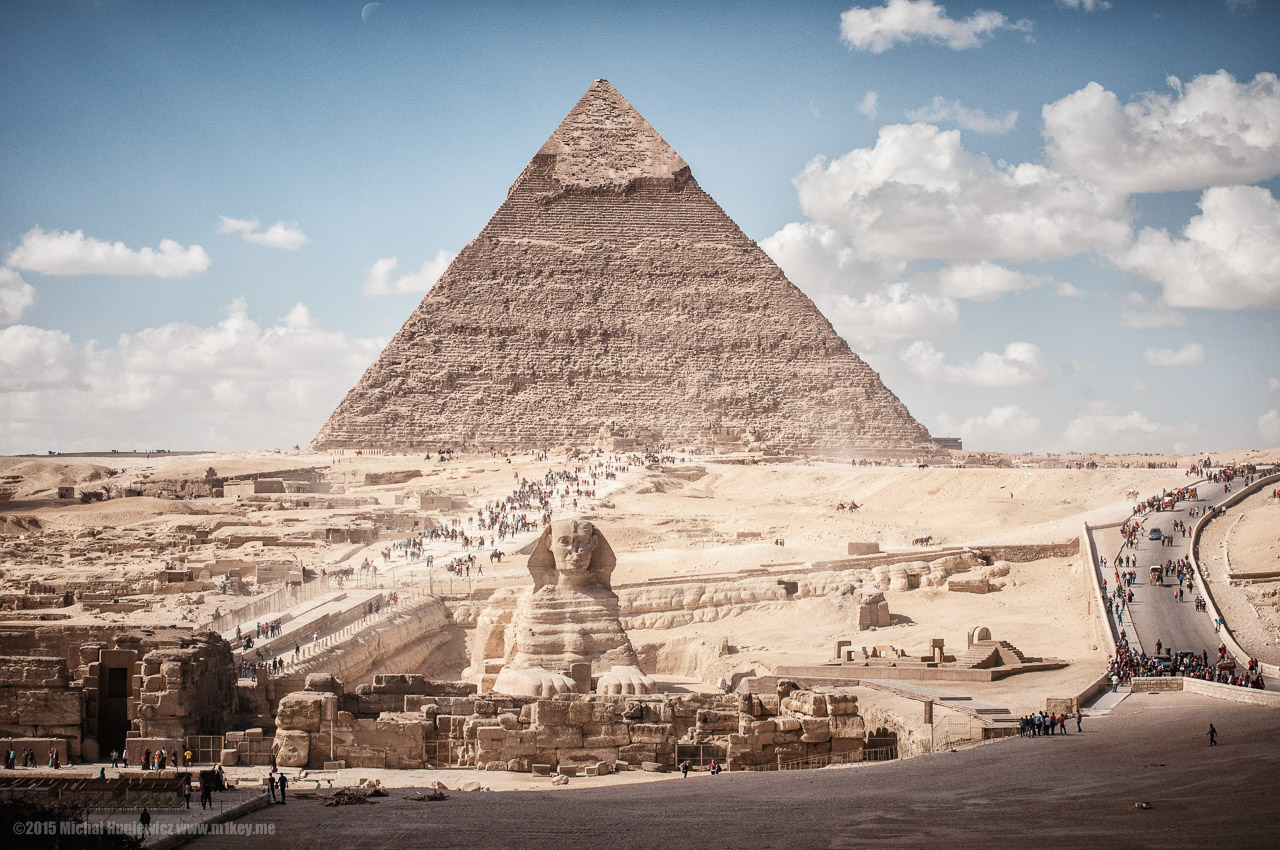
La Grande Sfinge di Giza con la Piramide di Chefren alle sue spalle

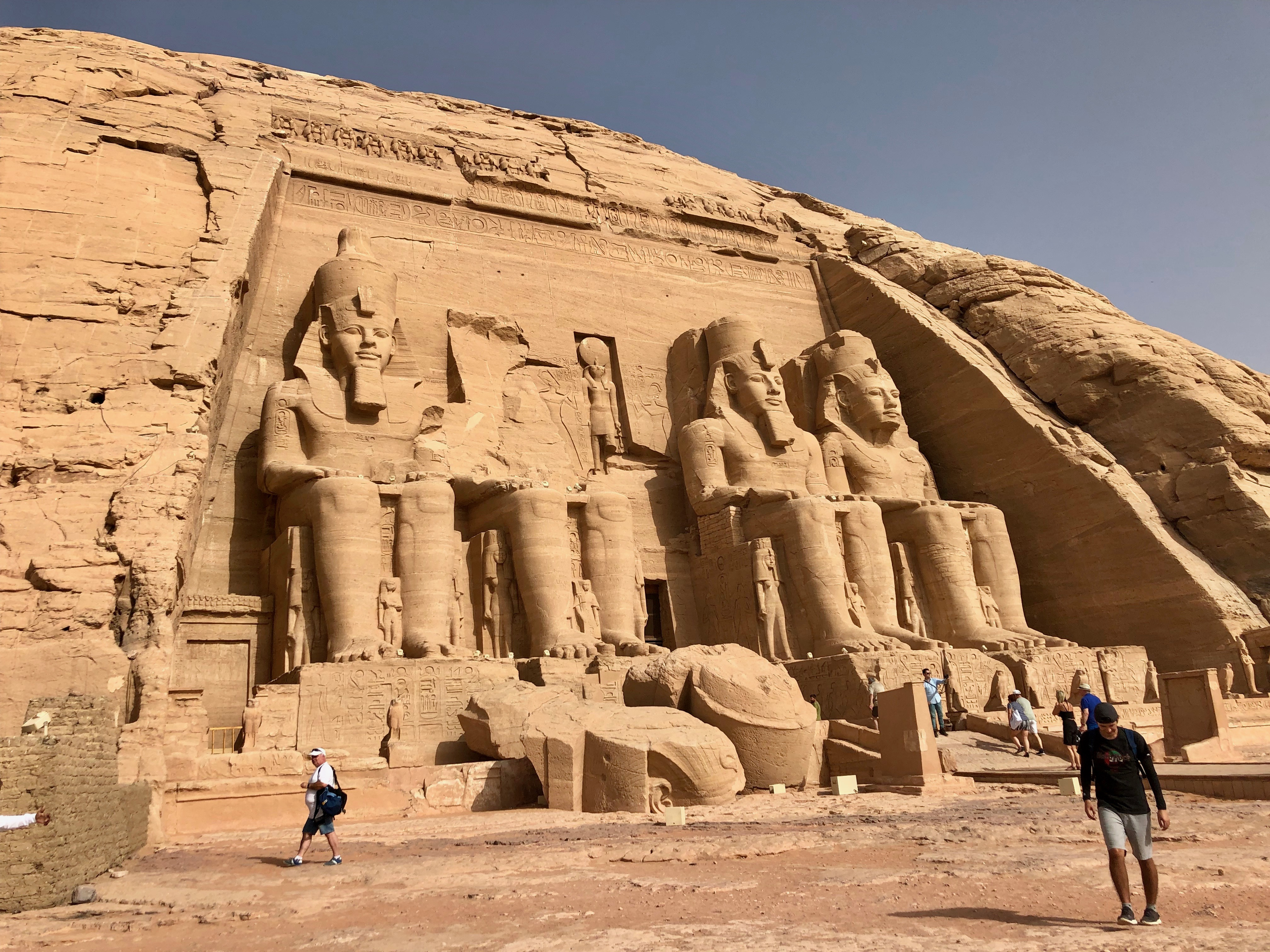
Tempio di Abu Simbel

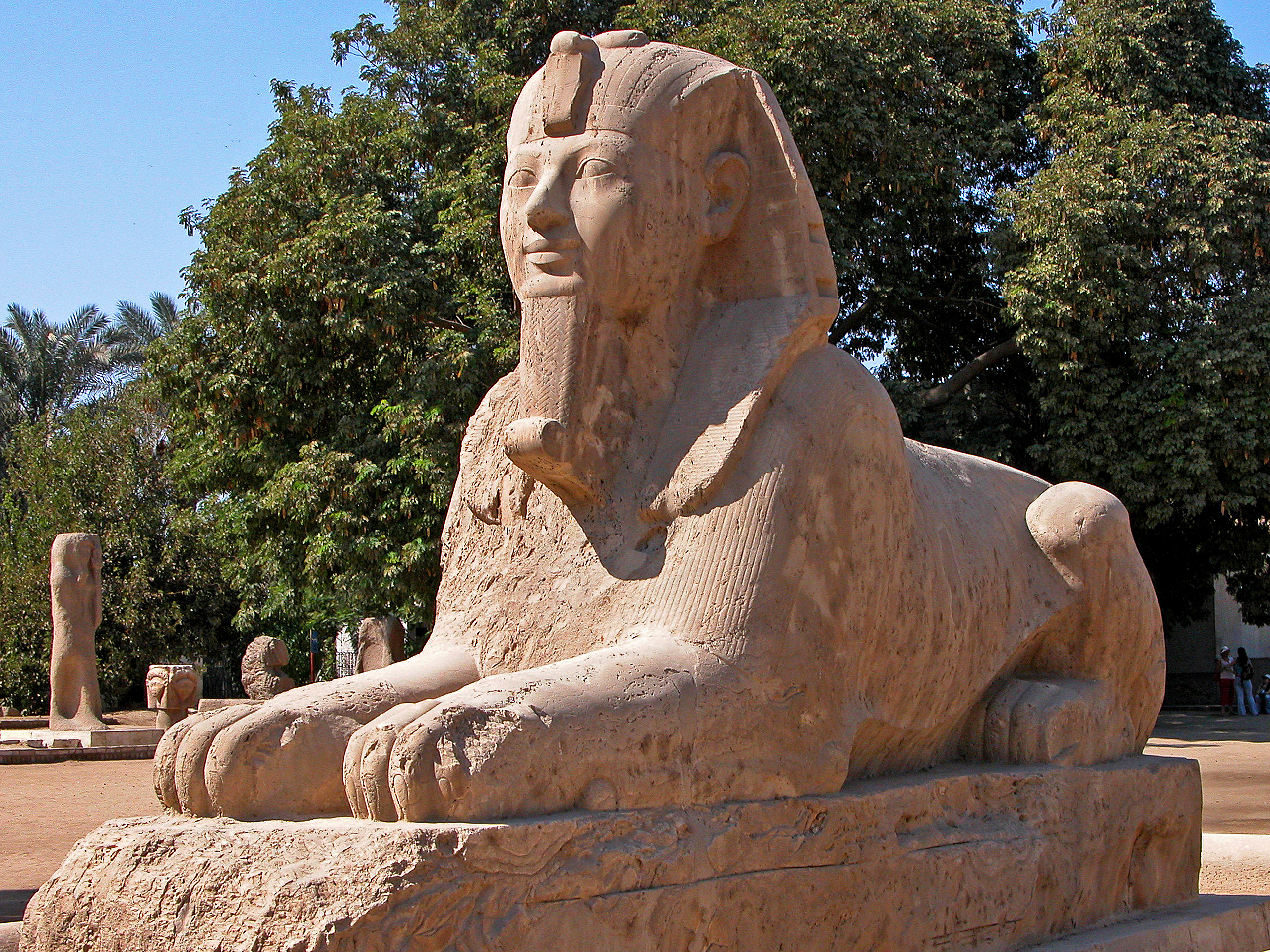
Sfinge del Nuovo Regno a Memphis

L'arte egizia ha origini antichissime, precedenti al IV millennio a.C., e si intreccia nei secoli con l'arte delle culture vicine (siro-palestinese e fenicia). La sua influenza arriva fino al XIX secolo e oltre. Si può suddividere in due grandi periodi: l'arte predinastica preistorica, e l'arte dinastica.
L'arte dinastica, con tre principali periodi, segue un'evoluzione non lineare, caratterizzata da alcune fasi di grande sviluppo intervallate da periodi oscuri.

## Cronologia

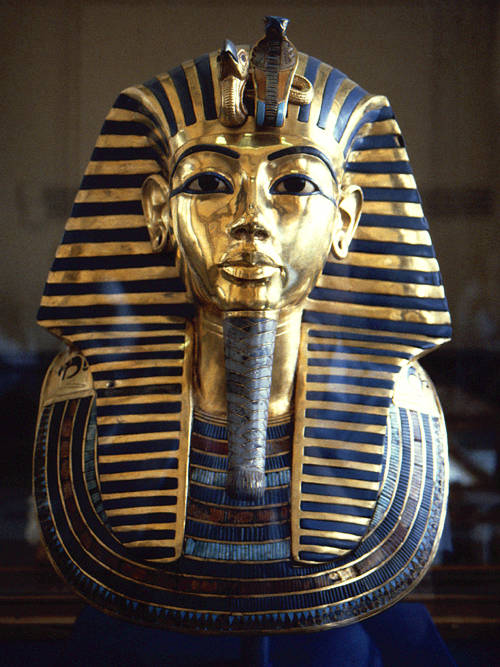
Maschera funeraria del faraone Tutankhamon, Nuovo Regno - XVIII dinastia, Il Cairo, Museo egizio

Cronologicamente l'arte dinastica si divide in: 
- Periodo Protodinastico o Tinita (3150 - 2700 a.C.) con la nascita delle prime due dinastie faraoniche;
- Antico Regno (2700 - 2160 a.C.) dalla III alla VI dinastia;
- Primo periodo intermedio (2160 - 2055 a.C.) dalla VII alla X dinastia;
- Medio Regno (2055 - 1790 a.C.) dalla XI alla XII dinastia;
- Secondo periodo intermedio (1790 - 1540 a.C.) dalla XIII alla XVII dinastia;
- Nuovo Regno (1540 - 1080 a.C.) dalla XVIII alla XX dinastia;
- Terzo periodo intermedio (1080 - 672 a.C.) dalla XXI alla XXV dinastia;
- Periodo tardo (672 - 343 a.C.) dalla XXVI alla XXXI dinastia.

L'arte nell'Antico Egitto fu da sempre legata a intenti celebrativi e di propaganda del potere centrale assoluto, con complesse simbologie legate alla religione e alle tradizioni funerarie. 
Il termine arte non esisteva nemmeno nella lingua egizia, perché il compito dell'artista non era certamente quello di creare, inventare, quanto piuttosto di concretizzare i simboli della potenza terrena e ultraterrena. 
L'arte dinastica si caratterizzò sia per l'armonia rigorosa delle geometrie sia per la vastità dei temi descritti e per la ricchezza del pantheon divino. 
Fondamentale fu anche l'introduzione di un sistema morale religioso che ispirò il "Libro dei morti" e tutta l'arte conseguente.
Dalla freschezza naturalistica dell'arte della III dinastia di Djoser, il percorso evolutivo giunge alla tappa dell'astrazione geometrica delle piramidi di Menfi, quindi all'umanizzazione accademica dei codici e delle norme menfite durante il Medio Regno e infine all'arte magnificente del Nuovo Regno impreziosita dalle influenze mesopotamiche e cretesi. Con le dominazioni straniere, dagli Hyksos agli assiri e persiani fino ai romani, inizia la decadenza artistica dell'Egitto.

## Arte predinastica
L'arte predinastica si sviluppò dal VI millennio a.C. al 3150 a.C. circa, manifestandosi con la realizzazione di incisioni rupestri diffuse lungo il corso dell'alto Nilo, che raffiguravano prevalentemente animali della savana, scene propiziatorie per la caccia, scene di vita quotidiana e di pastorizia. In questa fase storica vennero introdotti i primi strumenti musicali, quali bacchette, tavolette e sonagli, utilizzati in rituali totemici.

### Architettura
Un capitolo a parte, sin dal periodo preistorico, è rappresentato dall'arte funebre per la venerazione dei morti, evidenziata dal fiorire di necropoli. Le sepolture erano inizialmente costituite da semplici fosse ovali, rettangolari o edifici di fango e frasche sepolti sotto tumuli di terra di riporto e cintate da palizzate o mattoni; il defunto era deposto in posizione fetale sul lato sinistro con il volto rivolto ad ovest e avvolto in teli, stuoie o pelli, il tutto completato con un piccolo corredo di vasi, statuine in avorio o pietra, armi e monili.

### Arti decorative
L'arte decorativa di questo periodo era costituita da: vasi realizzati inizialmente in terra del Nilo o in pietra e in un secondo tempo in argilla, statuette in terracotta e in avorio raffiguranti uomini e animali al lavoro, tavolozze in scisto a forma di animale che col tempo passarono dal solo uso pratico, usati per la cosmesi, ad assumere un carattere votivo con l'aggiunta di raffigurazioni in rilievo.
In questo periodo si diffondono i vasi a "bocca nera" o di Naqada I, dalla zona del loro ritrovamento, caratterizzati da un forte colore rosso e dall'orlo superiore di colore nero, dovuto al procedimento di cottura nel quale si posizionava il recipiente capovolto nelle braci. Successivamente, verso la fine del periodo, fanno la loro comparsa i primi vasi decorati con figure naturalistiche di animali ed esseri umani.

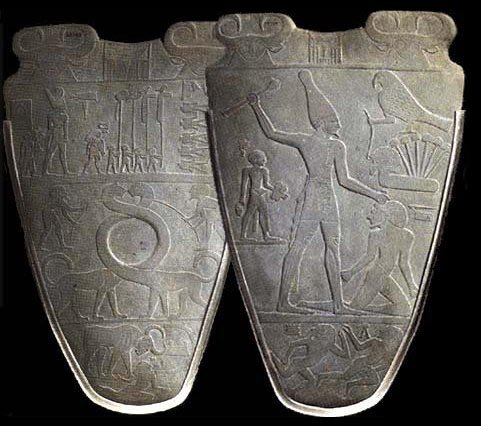
Le due facce della Tavoletta di Narmer, 3100 a.C., Cairo, Museo Egizio

Tra le tavolozze di questo periodo si annoverano la Tavolozza della caccia, divisa tra il British Museum ed il Louvre, la Tavolozza della battaglia e la tavoletta di Narmer, conservata al museo del Cairo che segnò, per le sue caratteristiche artistiche e culturali, il punto di passaggio fra il periodo preistorico e quello dinastico.
Altri reperti sono la Tavolozza degli struzzi, la Tavolozza degli avvoltoi, la Tavolozza dei tori e la Tavolozza del tributo libico.
In tutta l'arte predinastica notevole fu l'influsso proveniente dalla Mesopotamia. Complessivamente sono giunti sino ai nostri tempi pochi reperti artistici e architettonici riguardanti il periodo predinastico.

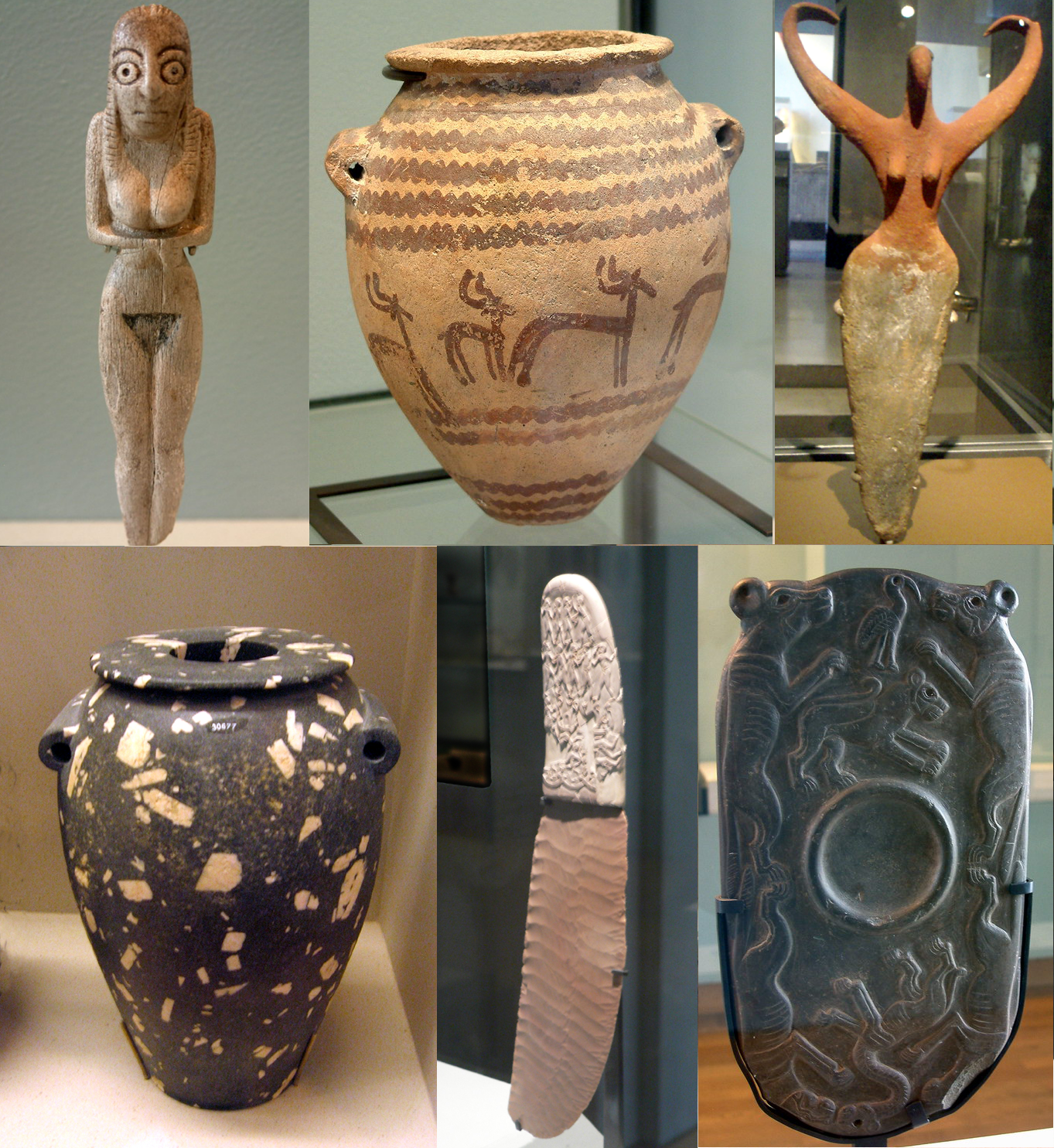
Collage di oggetti artistici del periodo predinastico
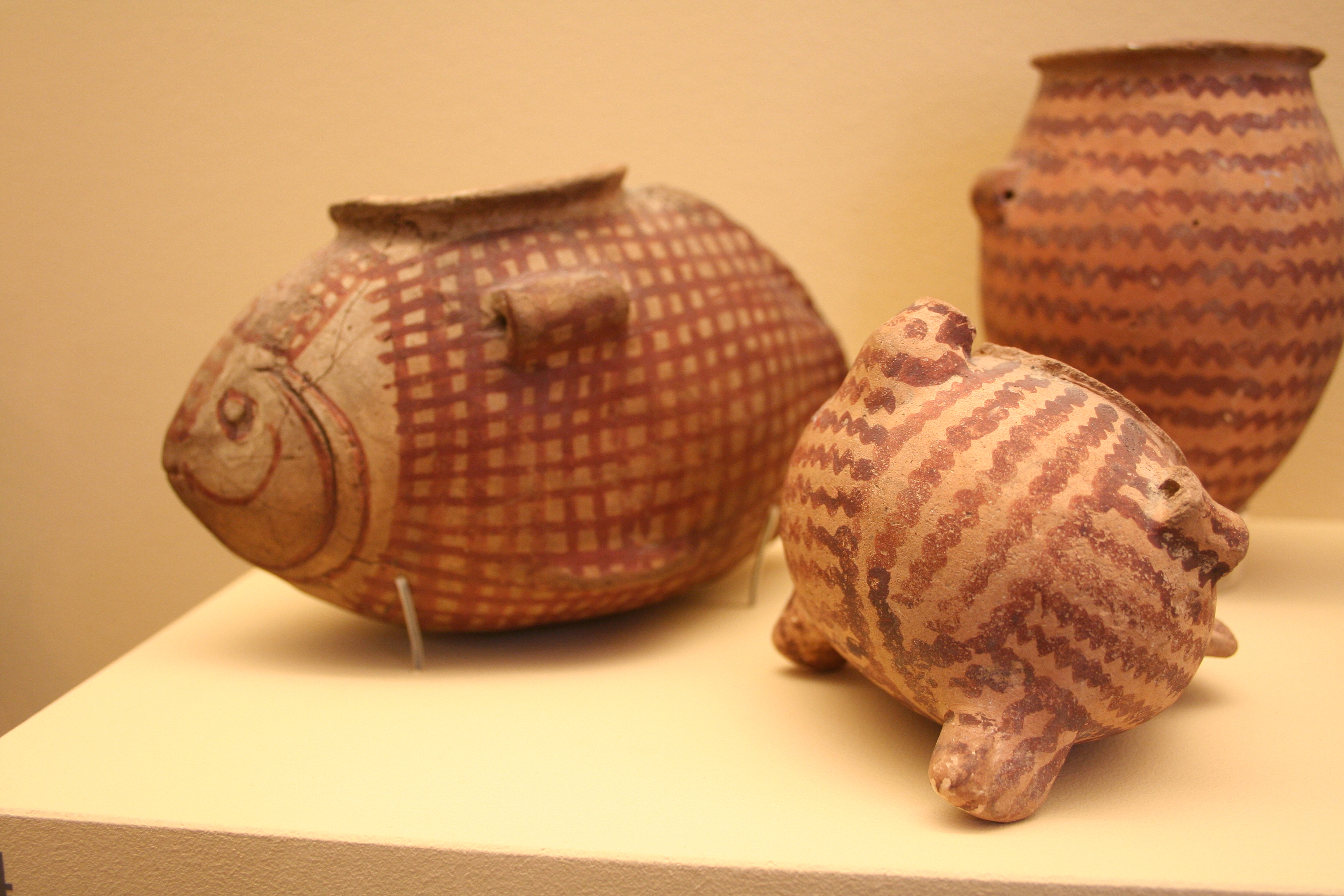
Vasellame del periodo di Naqada I

## Periodo protodinastico o Tinita

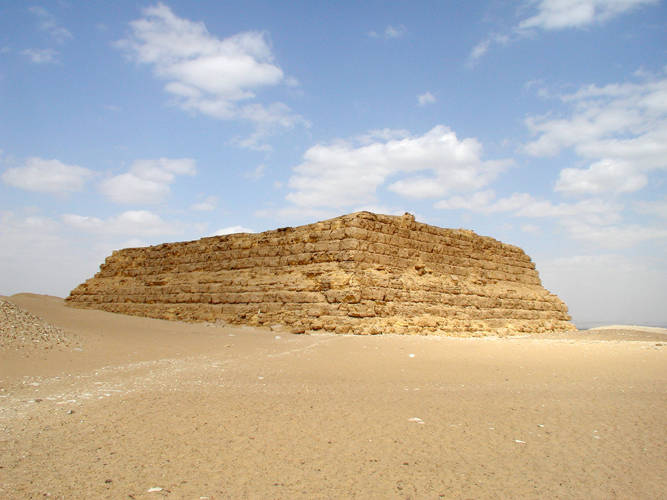
Mastaba detta Mastabat el-Fara'un

A questo periodo, detto anche Arcaico, si fanno risalire le prime forme di scrittura geroglifica e i primi centri del potere in grado di promuovere la realizzazione di grandi opere pubbliche. La prima capitale dell'Egitto unificato è Thinis, da cui il periodo prende il nome, con la necropoli reale di Abido e la seconda è Menfi con la necropoli di Saqqara.
Del periodo arcaico abbiamo scarse testimonianze archeologiche in tutti i campi artistici.

### Architettura tinita
Le tombe tinite rappresentano l'evoluzione delle semplici fosse sepolcrali con tumulo di terra dell'epoca precedente. Le sepolture mostrano in superficie dei tumuli in mattoni crudi, a forma di tronco piramidale rastremati verso l'alto, con i fianchi movimentati da giochi di luce e ombre (realizzati modulando le facciate con sporgenze e rientranze). La sepoltura interna passa da un'unica fossa, dell'età predinastica, a numerose stanze funerarie ospitanti il corpo del defunto e il suo corredo (vasi, armi e suppellettili varie) collegate tra loro da stretti corridoi. Questo tipo funerario viene chiamato mastaba.

## Antico Regno
L'Antico Regno è il primo dei tre principali periodi della storia egiziana antica, comprende la III-IV-V-VI dinastia. Questo periodo viene anche definito classico, poiché in esso nascono e si definiscono tutti i concetti della futura società egizia, come la regalità divina (il faraone diviene un dio, Figlio di Ra) e la casta sacerdotale, si sviluppa la cosmogonia divina, la scrittura, si perfeziona l'arte della mummificazione dei defunti e germogliano gli schemi, le iconografie e gli stili dell'arte, che caratterizzeranno tutta la futura produzione artistica della storia egizia, pur con qualche evoluzione e innovazione.

### Architettura

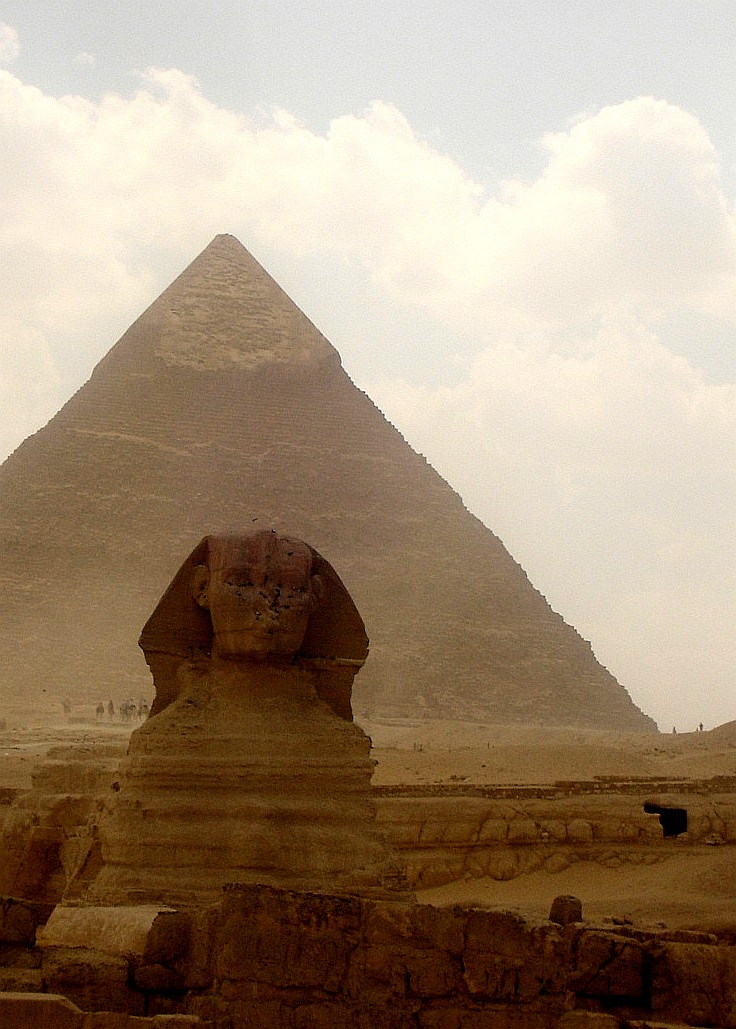
Piramide di Chefren e Sfinge, 2500 a.C. circa, Giza

L'espressione più nota della cultura egizia a partire dall'Antico Regno è l'architettura delle colossali piramidi: già nella III dinastia il faraone Djoser (2700 - 2650 a.C. circa) si fece costruire la prima piramide a gradoni a Saqqara, prendendo ispirazione dalle ziqqurat della Mesopotamia e da una sovrapposizione di mastabe, tombe tradizionali. Queste costruzioni includevano una cappella funebre, alcune sale, tra cui la Sala delle Nicchie, ospitante le statue del faraone e la cripta sepolcrale. La forma di queste strutture funerarie, caratterizzata da serie di pilastri, da colonne con o senza capitello, in seguito ebbe un'evoluzione indipendente con la realizzazione di piramidi con lati lisci, e fu coronata nelle celeberrime piramidi di Giza, tra le quali spicca la Piramide di Cheope (IV dinastia), uno degli edifici più antichi e impressionanti al mondo.
Dal 2510 a.C. circa, inizio della V dinastia, si sviluppano i primi templi solari, come Abu Gurab, edificati per venerare la divinità più importante del pantheon egizio del periodo, Amon - Ra dio del sole, padre degli dei e creatore della vita sulla terra.
Oltre all'architettura funebre regale, si diffonde anche un'architettura funebre privata con la realizzazione di tombe, da semplici mastabe a riproduzioni in miniatura delle piramidi reali, per i nobili, i dignitari, i funzionari di corte, gli artigiani più agiati e le loro famiglie. La vita oltre la morte, inizialmente prerogativa della sola famiglia reale, viene assicurata a chiunque abbia abbastanza denaro per erigersi una tomba, per poterla decorare con dipinti e rilievi indicanti le istruzioni per raggiungere, attraverso la Duat,  il mondo dei morti e per poter imbalsamare il proprio corpo.

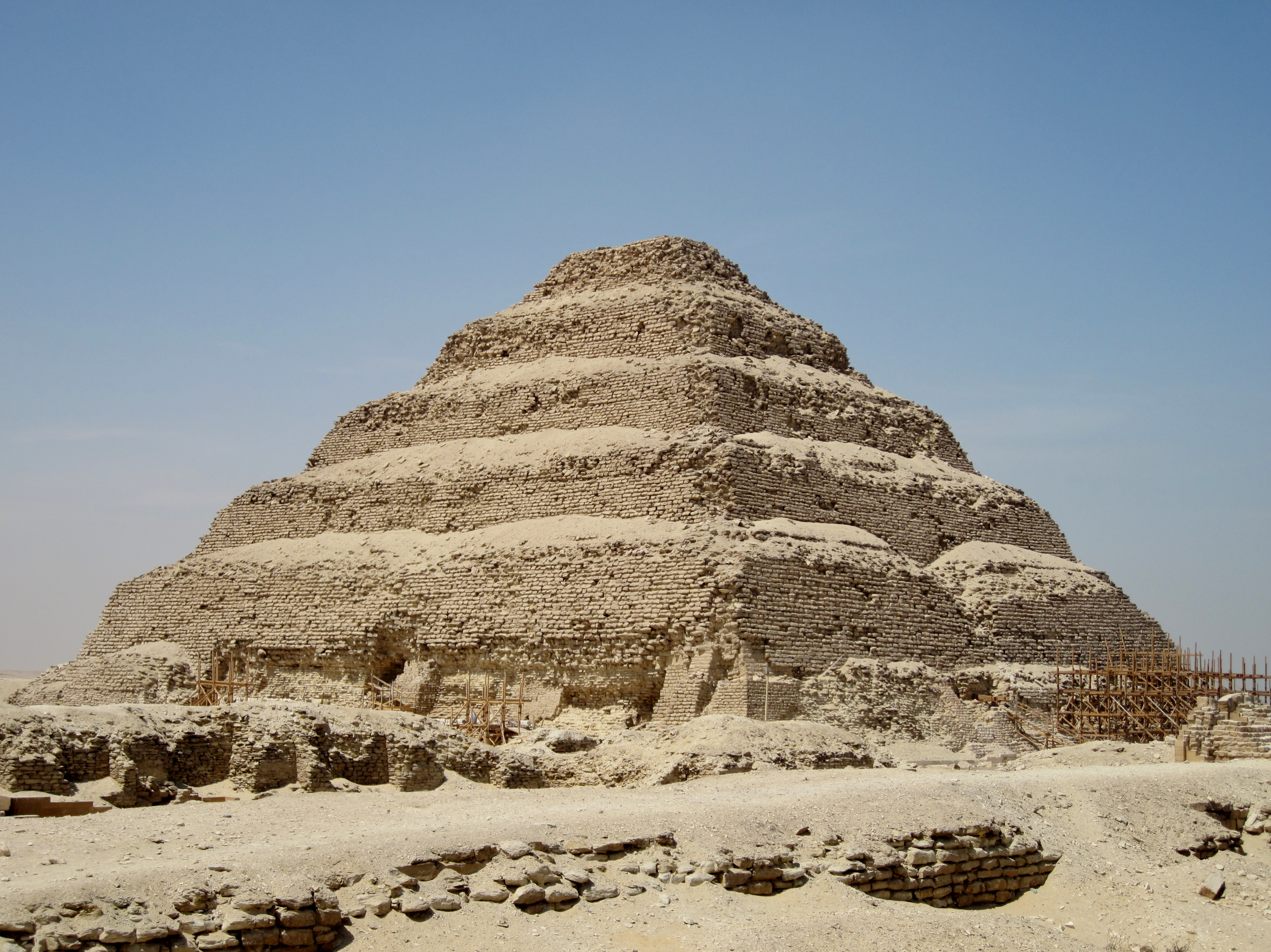
Piramide a gradoni di Gioser a Saqqara
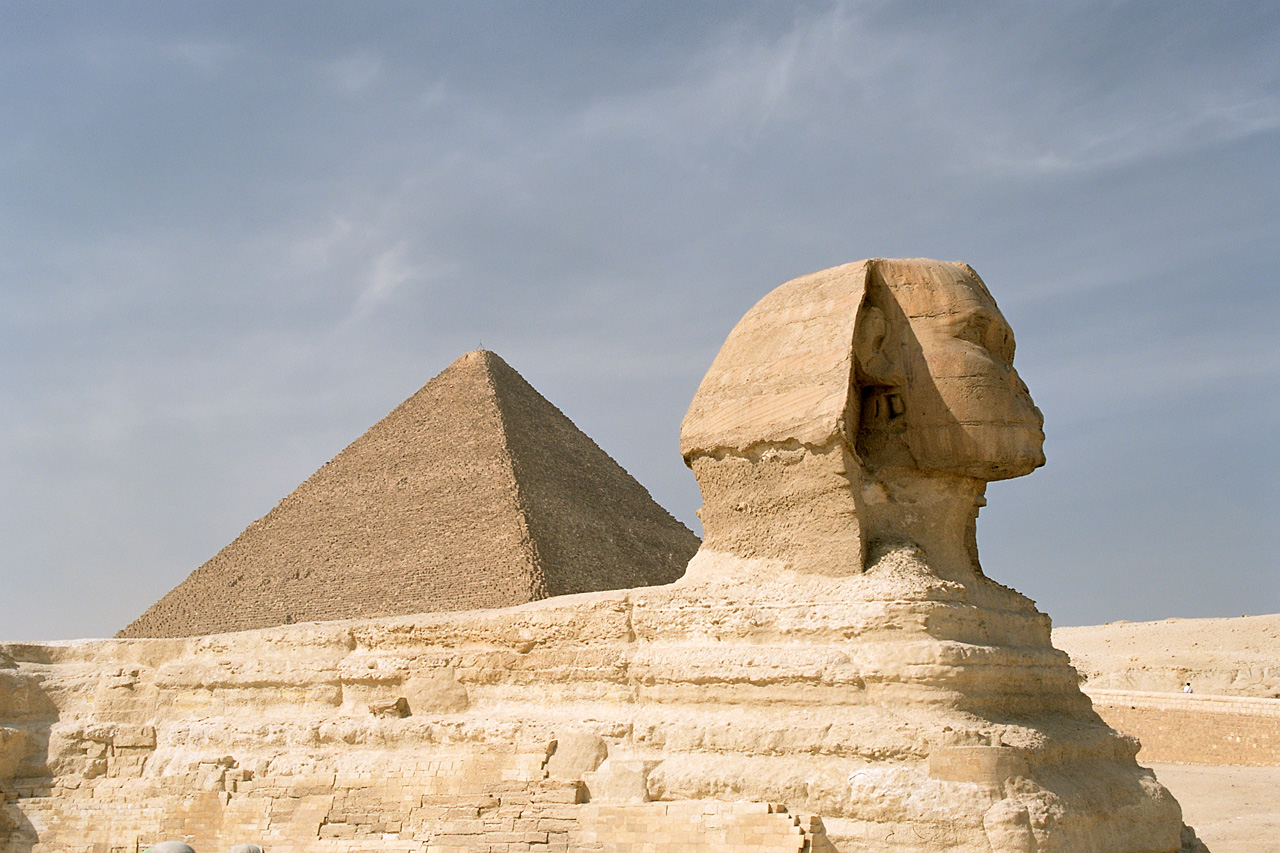
La Sfinge e la Piramide di Cheope a Giza
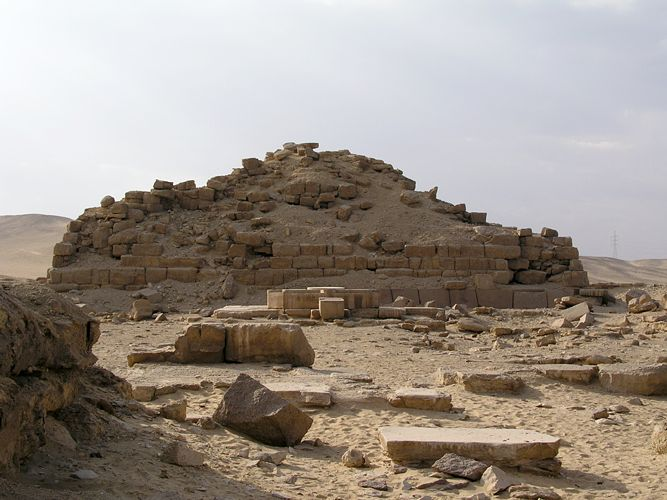
Tempio solare di Niuserra

### Scultura

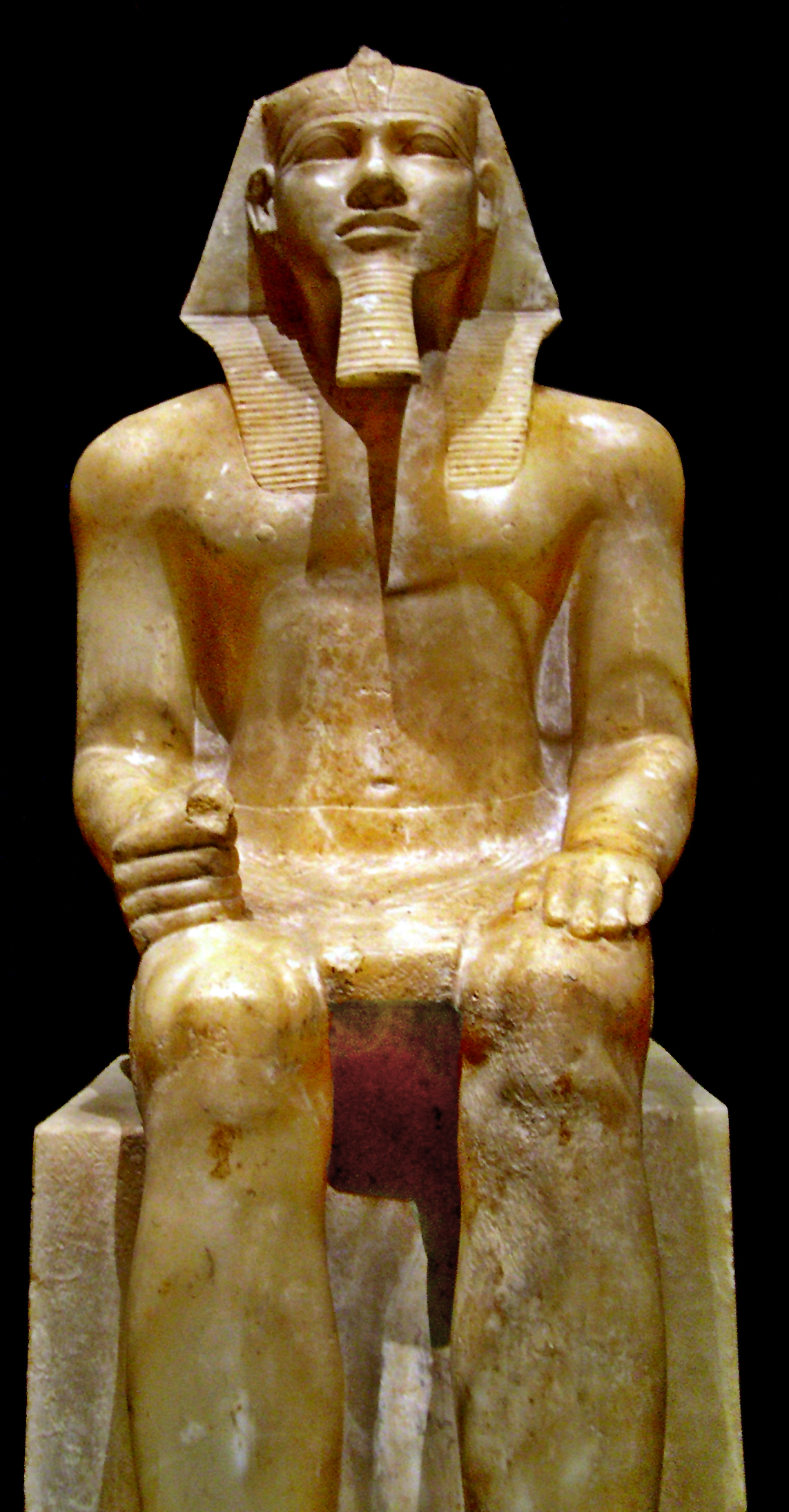
Chefren, 2500 a.C., Il Cairo, Museo Egizio

La grande abbondanza di materiale lapideo in Egitto determinò fin dall'Antico Regno una notevole ricchezza di opere scultore. Nella scultura a tutto tondo o ad altorilievo le figure, generalmente commemoranti i defunti, sono presentate in maniera rigidamente frontale, e sebbene siano talvolta inscenati dei movimenti di braccia e gambe, il risultato è sempre sostanzialmente statico. Grande attenzione viene di solito posta nei volti, con una maggiore delicatezza nella resa del modellato e dei lineamenti. Con il trascorrere del tempo viene instaurato un vero e proprio canone di proporzioni per la realizzazione delle varie parti del corpo umano. Al naturalismo iniziale, ben evidenziato nelle statuette di animali e di madri col bambino al collo, subentrò un maggior realismo manifestato nei simulacri regali di Djoser, per fare spazio poi alla tendenza verso un maggior idealismo e una maggiore eleganza.
I materiali scelti, in questo periodo, furono dapprima l'avorio, l'osso, il legno duro, l'oro, il granito e la pietra dura, lavorati con utensili di rame e martelli di pietra.

### Pittura e rilievo
La maggior parte delle opere pittoriche in tempera vennero dipinte direttamente sulla pietra o su un intonaco costituito da uno strato di gesso, paglia e fango. Solitamente gli artisti lavoravano in gruppi, guidati da maestri, ai quali spettavano le figure più importanti e le elaborazioni dei contorni e dei dettagli, mentre i pittori riempivano gli abbozzi con pennellate colorate. I colori venivano ricavati dal ferro, dall'ocra, dal carbonio e dalla malachite, oltre che dal mescolamento con il bianco, derivato dal gesso o dalla calce. Il verde derivava dai sali di rame.
Un esempio di pittura su stucco dell'Antico Regno sono le Oche di Meidum.

## Primo periodo intermedio

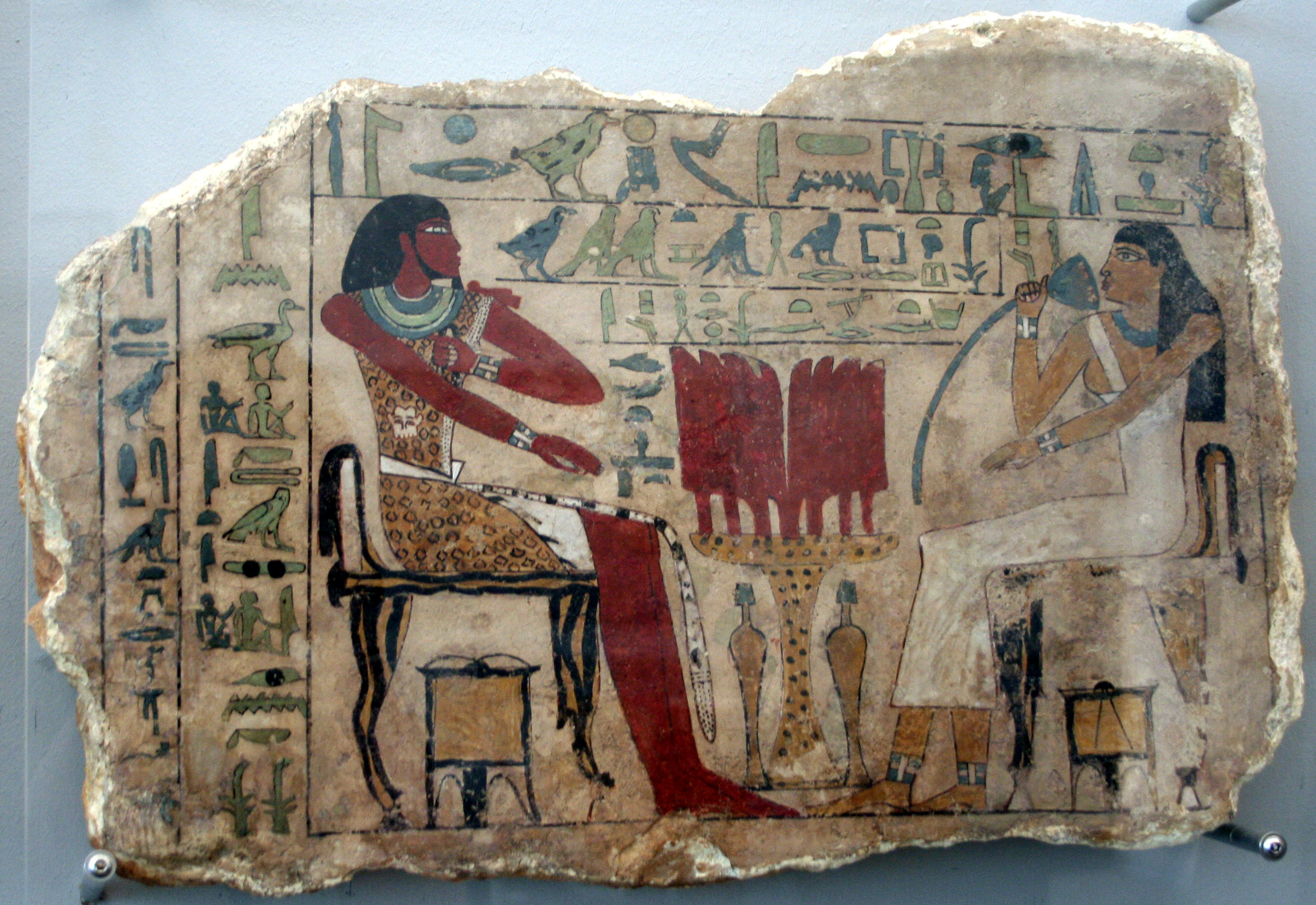
Stele di Nemtiui, Primo periodo intermedio

L'Antico Regno termina con un periodo di sconvolgimenti sociali e tumulti che porta alla fine della VI dinastia, allo sfaldamento del potere centrale e all'ascesa dei governatori provinciali, detti nomarchi.
Questo periodo vede succedersi la VII-VIII-IX-X dinastia.
La capitale Menfi perde d'importanza per cedere il posto a Eracleopoli e Tebe.
Le testimonianze archeologiche e artistiche di questo periodo provengono per la maggior parte da tombe di governatori locali, soprattutto per quanto riguarda la pittura funeraria. L'arte rigidamente impostata nell'Antico Regno viene rivisitata con uno stile più libero, naturalistico e realistico. I modelli, gli stili e l'iconografie dell'arte di Stato viene reinterpretata in modo da divenire più accessibile ai modelli di un'arte provinciale.
Grande diffusione nel corredo funebre, di modellini in legno rappresentanti guerrieri, scene di vita quotidiana e imbarcazioni; gli ushabti dovevano sostituire nell'aldilà i servitori alle dipendenze del defunto per lo svolgimento dei lavori terreni.

## Medio Regno

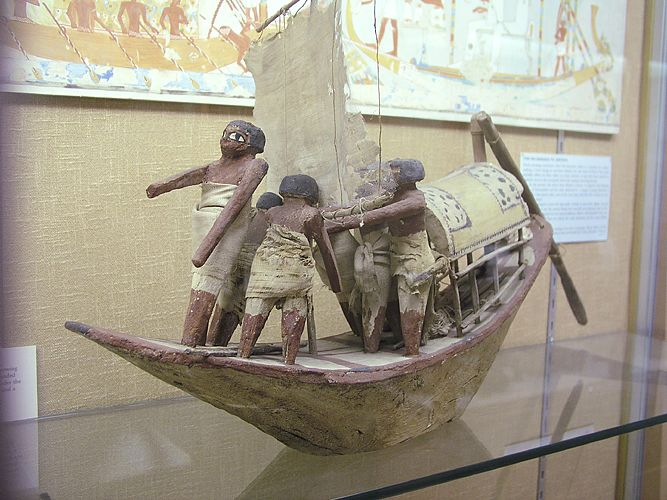
Modellino ligneo di imbarcazione da Beni Hassan,Medio Regno

Il faraone Mentuhotep II sovrano dell'XI dinastia, già fondata nel periodo precedente dal faraone Mentuhotep I, unifica l'Egitto e viene considerato dagli storici come il fondatore del Medio Regno. Il sovrano Amenemhat I, fondatore della XII dinastia, sposta la capitale a nord presso l'oasi del Fayyum.
Il Medio Regno vede succedersi l'XI e la XII dinastia.

### Architettura
Nel Medio Regno si sviluppano nuove architetture che saranno d'ispirazione e da modello per la realizzazione di edifici nelle epoche successive. I templi funerari passano da semplice edificio funebre a vero e proprio palazzo per la vita ultraterrena del defunto, con vari elementi presi dalle epoche precedenti e di innovazione: assieme alle piramidi, di dimensioni ridotte, fanno la loro comparsa cortili porticati, sale colonnate, cappelle e chioschi per le processioni e i riti legati al culto del faraone defunto, viali affiancati da sfingi e obelischi posizionati agli ingressi.
Prima fondazione del tempio di Karnak a Tebe.

### Scultura
La scultura si divide in due stili a seconda della dinastia regnante. Sotto l'XI dinastia le masse e il modellato della figura umana risultano poderose e massicce, poiché la statua del faraone doveva esprimere forza e stabilità. Le opere di questa dinastia esprimono la concezione bellica che i faraoni avevano della loro monarchia. 

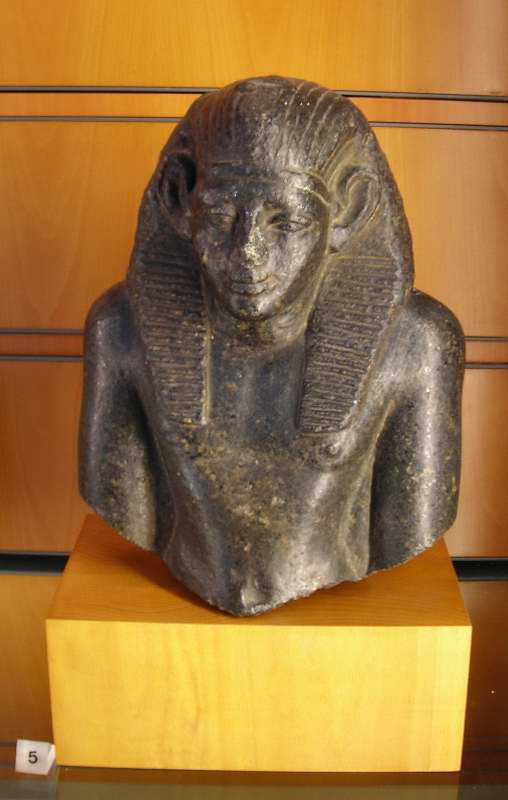
Busto di faraone, Medio Regno

Nella XII dinastia le statue regali mostrano un modellato più morbido, l'espressione del viso diviene pacata e serena. Il faraone viene rappresentato come l'intermediario tra gli uomini e gli dei.
Grande diffusione delle statue cubo.

### Pittura e rilievo
Durante il Medio Regno la pittura prende il sopravvento sulle arti scultoree per la sua maggiore facilità di esecuzione.
Due furono le innovazioni di questo periodo: il naturalismo delle tombe di Beni Hasan e la tendenza a dipingere il sarcofago delle mummie. Le decorazioni sono sobrie ed essenziali.

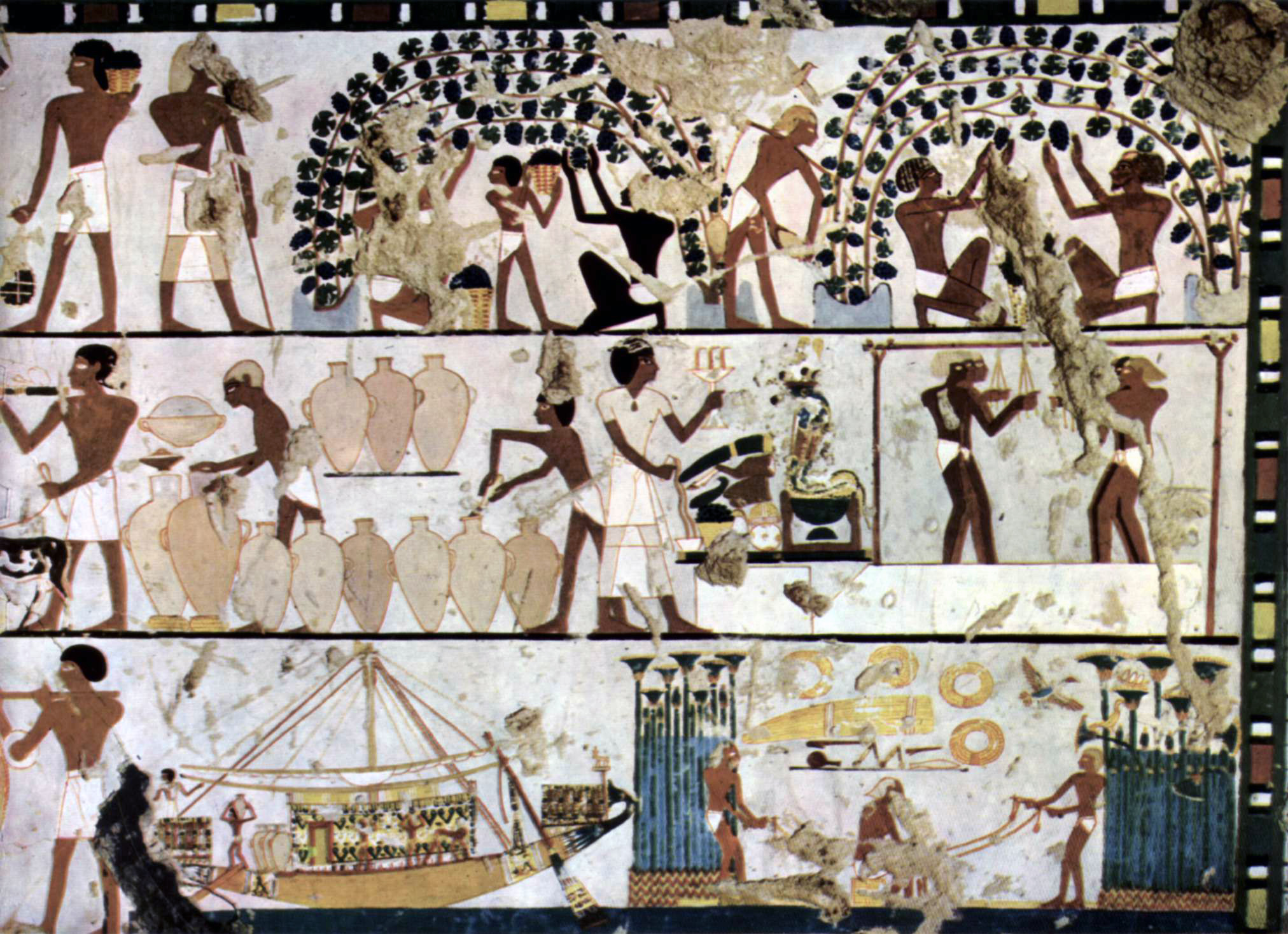
Esempio di pittura a fasce o registri
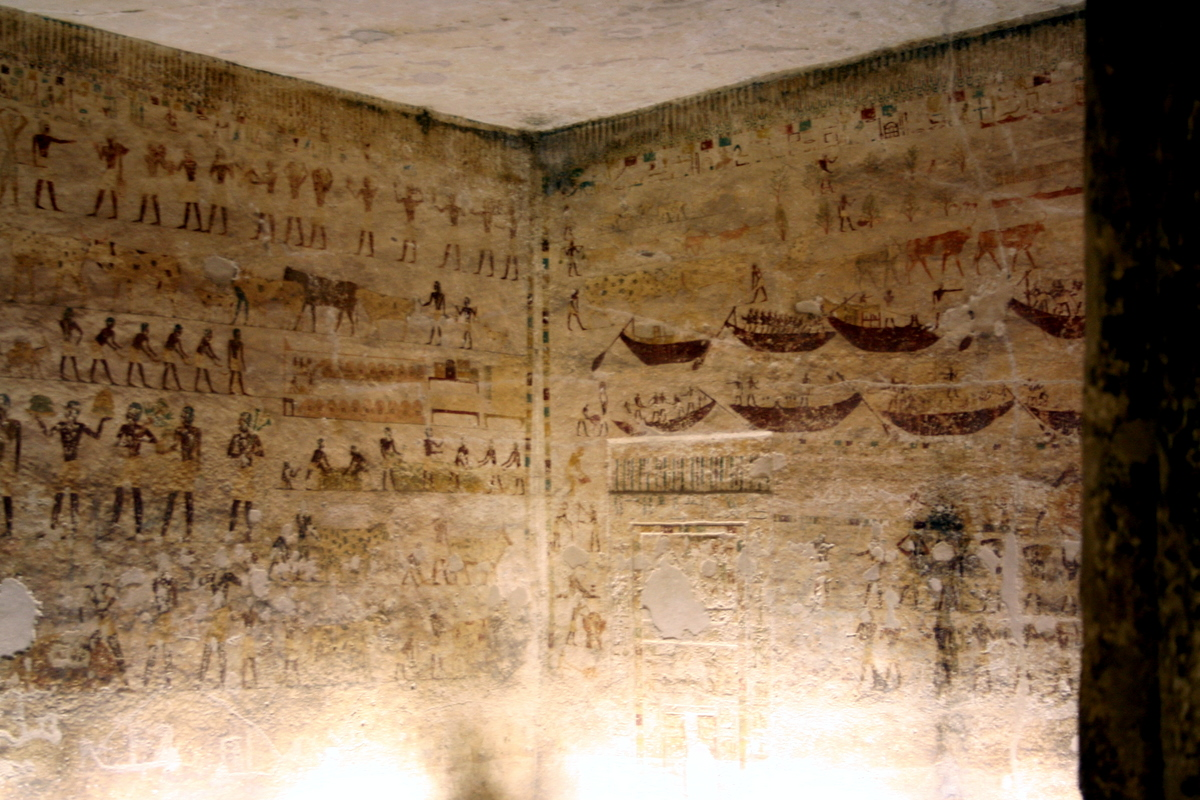
Pittura dalle tombe di Beni Hasan
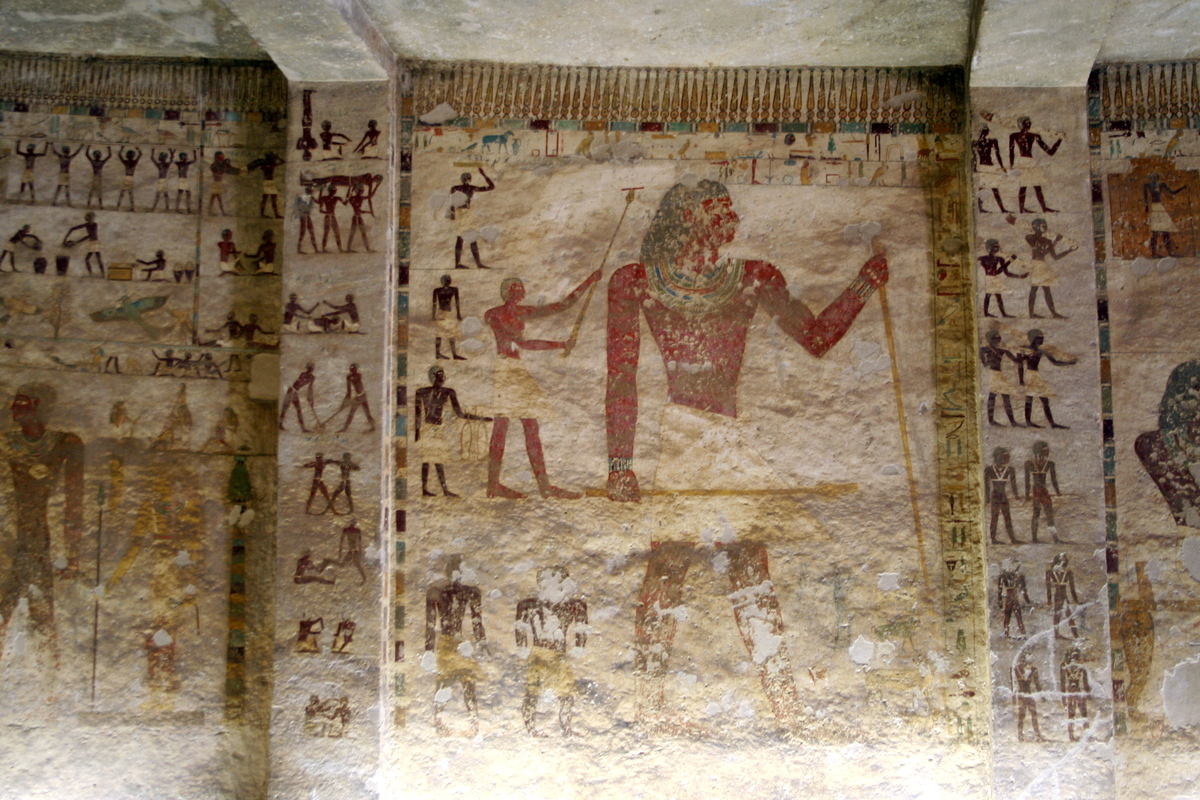
Pittura dalle tombe di Beni Hasan
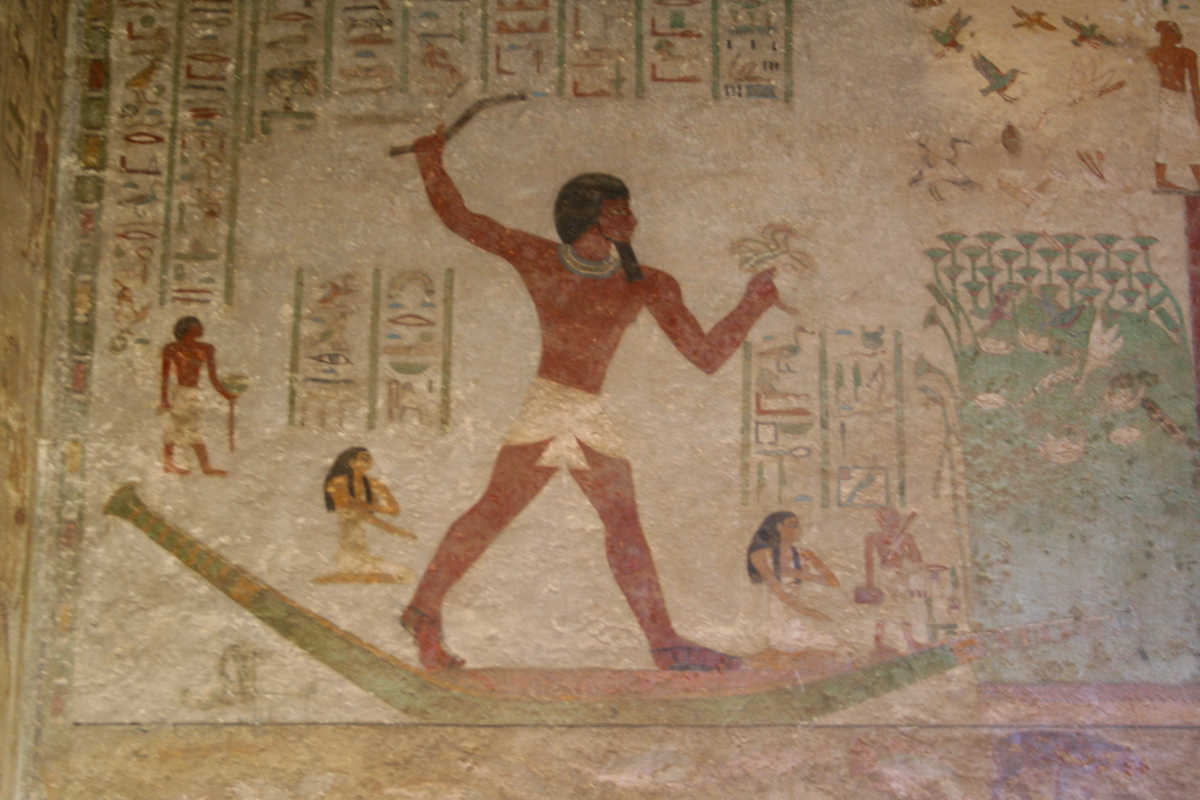
Pitture dalle tombe di Beni Hasan

### Ceramica e arti minori
La produzione di gioielleria, ricca di monili e di collane nell'antichità, visse il suo momento migliore durante il Medio Regno, ben esemplificata dai diademi, dai pettorali dorati con pietre preziose, dai braccialetti, dalle cinture ritrovati nelle tombe di Dahshur, tra le quali annoveriamo il tesoro funebre della principessa Khnumit.
In questo periodo si diffuse l'utilizzo di canopi in terracotta per conservare le viscere delle mummie ed una raffinata arte del mobile (dai letti funerari ai troni).

## Secondo periodo intermedio
L'inizio del periodo vede il potere centrale sgretolarsi e perdere di consistenza.
Lo sfaldamento del potere si concretizza, peraltro, nella coesistenza di due dinastie, la XIII e la XIV. Della debolezza dei sovrani egizi ne approfittano gli Hyksos, un misto di gente probabilmente semita, che invadono il paese e fondano la loro capitale nel Delta orientale, Avaris. Gli stranieri assimilano la cultura egizia e fondano la XV dinastia e la XVI; a loro si deve, inoltre, l'introduzione in Egitto del carro da guerra e del cavallo.

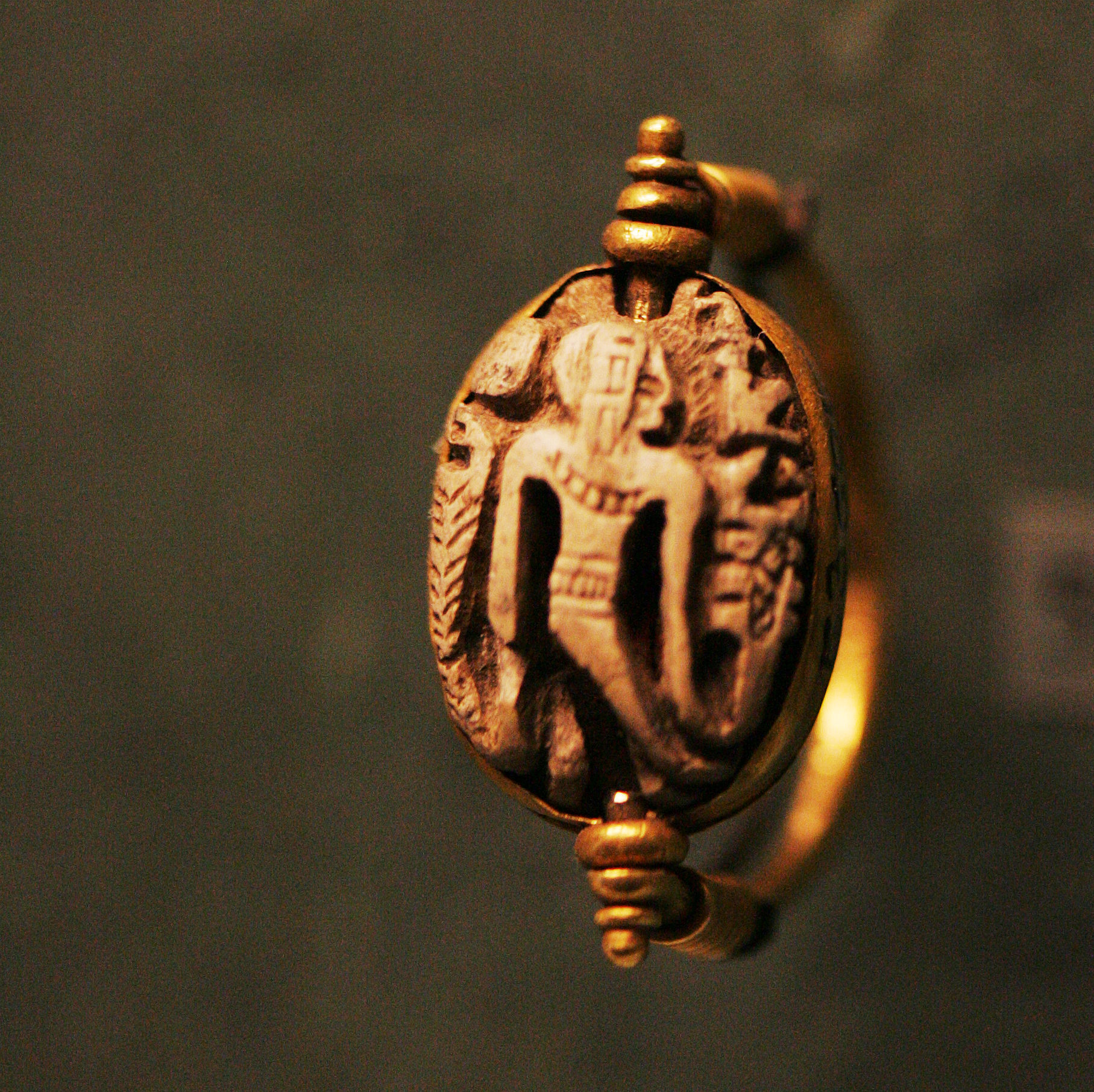
Scarabeo Hyksos

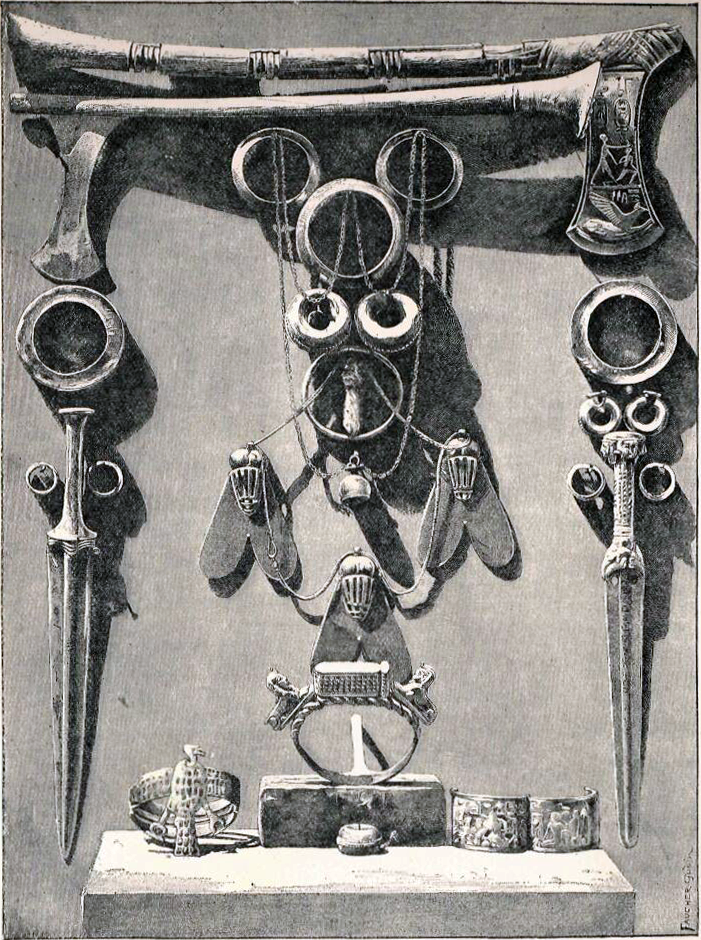
Corredo funerario della regina Ahhotep I con le armi e decorazioni di Ahmose

La situazione si presenta in tale periodo caotica al punto che, in un certo momento storico (1640-1550 a.C.) si trovano a coesistere ben tre Dinastie: le due Hyksos, XV e XVI dette "degli Hiksos maggiori" e "minori", nonché la XVII costituita dai Principi tebani da cui scaturirà la guerra di liberazione del Paese.
«[…] un capo è in Avaris e un altro è in Kush, ed io siedo insieme con un asiatico ed un nubiano, e ognuno ha un suo pezzo di Egitto […]» si legge nella "Tavoletta Carnarvon" relativa alla guerra di "liberazione" ad opera di Khamose, ultimo re della XVII dinastia e appunto con la XVII che inizierà la ripresa del potere da parte dei Re locali che si consoliderà poi, successivamente, con Ahmose (forse fratello, o figlio, di Khamose) che sarà il primo Re della XVIII dinastia.
Avendo gli Hyksos acquisito completamente la cultura egizia, non si hanno testimonianze artistiche e archeologiche ad essi, o al loro periodo, palesemente assegnabili o caratterizzanti, se non alcuni corredi funebri con oggettistica anche di stile siriano.
Le recenti operazioni di scavo nell'area dell'attuale Tell el-Dab'a hanno consentito l'identificazione certa dell'attuale centro con quello dell'antica capitale Hyksos, Avaris. Qui sono stati di recente scoperti tre Palazzi reali (denominati "F", "G" e "J") con frammenti di affreschi di chiaro impianto minoico, sia come preparazione del fondo sia, e specialmente, per gli argomenti trattati. Si tratta infatti di scene di taurocatapsia del tutto simili a quelle più famose del Palazzo di Knossos, a Creta, o di scene di caccia in cui alcuni particolari fanno propendere per l'identificazione degli autori per artisti minoici facenti capo, molto verosimilmente, ad una colonia egea in terra d'Egitto.
È interessante notare, a proposito dei legami artistici molto verosimilmente esistenti con Creta e l'Egeo, più palesi da questo periodo storico, che nella tomba della Regina Ahhotep I (forse madre dei Re Khamose ed Ahmose, o forse sposa del primo e madre del secondo), oltre a quattro "mosche d'oro" (massima onorificenza regale concessa ai soldati per azioni lodevoli in battaglia), sono state rinvenute le armi di Ahmose con decorazioni di chiaro impianto minoico.

## Nuovo Regno
Ahmose unifica l'Egitto e da inizio alla XVIII dinastia e al Nuovo Regno. Il periodo si divide in tre grandi sottoperiodi storici e artistici:
- Thutmoside, XVIII dinastia;
- Amarniana, XVIII dinastia;
- Ramesside, XIX dinastia e XX dinastia.

Tra il periodo amarniano e il periodo ramesside si colloca una piccola parentesi governativa e artistica, dal regno di Smenkhara al regno di Horemheb.
Il Nuovo Regno vede avvicendarsi diverse capitali: Tebe, durante il periodo thutmoside; Akhetaten oggi Amarna, sotto il regno di Akhenaton; Menfi, durante i regni di Tutankhamon e Horemheb; Pi-Ramses e Tanis, nel periodo ramesside.

### Architettura

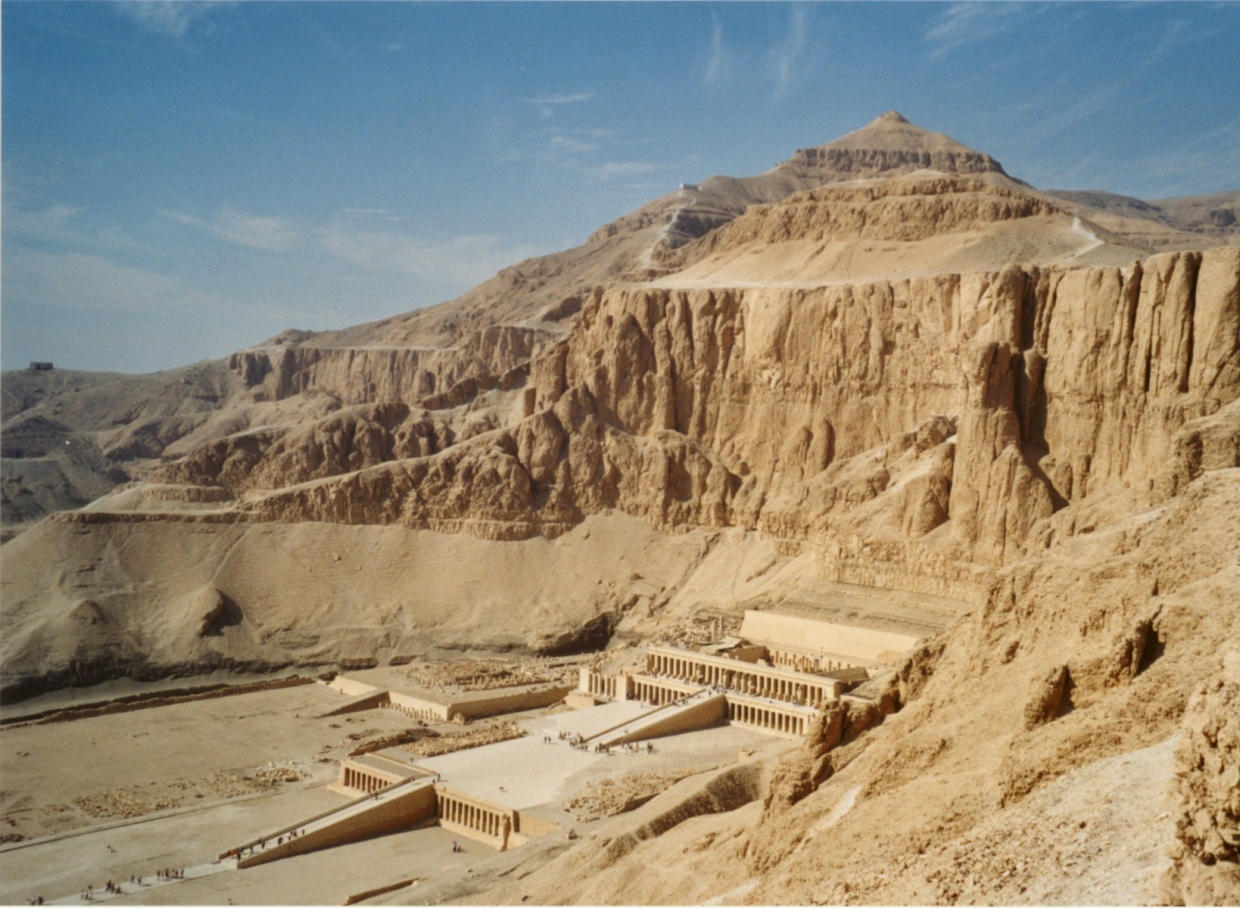
Tempio funerario di Hatshepsut, Deir el-Bahari

Durante il Nuovo Regno i templi si diffondono ulteriormente, anche se la sede di quelli più famosi si conferma Tebe, l'antica "Niwt-Imn", ovvero Città di Amon.
I complessi templari, sempre più articolati, mantengono tuttavia la tipica struttura "a cannocchiale" che prevede il passaggio dalla luce delle corti esterne al buio della naos contenente il simulacro del dio, e la continua "ascensione" della pavimentazione cui corrisponde un progressivo abbassamento delle soffittature.
Nella sua struttura base, il Tempio egizio è preceduto da un viale d'accesso con sfingi criocefale, da un massiccio pilone esterno che introduce al peristilio (o corte Colonnata) ove è ancora ammesso l'accesso ai fedeli; seguono la sala ipostila (che con le sue numerose colonne simboleggia la palude primordiale da cui emerse il monticello primigenio con ciò giustificando il percorso ascensionale sopra delineato), quindi il vestibolo, riservato ai sacerdoti ed alla preparazione dei culti, ed il naos, la cella, il cui accesso è consentito solo al re e, in sua sostituzione, al profeta.
Gli interni, seguendo gli stili precedenti, vengono impreziositi da geroglifici e decorazioni in rilievo policrome. Tipo particolare di tempio è quello "a terrazze"; si presenta particolarmente scenografico, benché non sia tipico di questo periodo storico, ma risalente alla XI dinastia. Il più noto, quello di Hatshepsut, venne infatti costruito a ridosso del preesistente tempio funerario di Mentuhotep II proprio con l'intento di riallacciarsi ad una struttura classica in una sorta di "rinascimento" architettonico egizio.
Anche il successore del re/regina Hatshepsut, Thutmose III, cui era subentrata nella tenuta del regno, si farà costruire un tempio a terrazze che si colloca, oggi, proprio tra il tempio di Mentuhotep II e quello della "matrigna" Hatshepsut.
Sorgono templi con strutture che prevedono anche più piloni di accesso, ma la cui concezione di base resta quella sopra delineata "a cannocchiale".
Il tempio del "Milione di anni" del re Amenofi III (i cui unici resti oggi ancora visibili sono i Colossi di Memnone) era ancora più imponente di quello di Amon giacché si ritiene coprisse un'area di quasi 350.000 mq; era costituito da due piloni che si susseguivano (oggi distrutti), cui faceva seguito un terzo pilone che immetteva in un viale verosimilmente chiuso da mura che, a sua volta, immetteva in una corte solare (anch'essa distrutta) ove sono state rinvenute cinque basi di statue del re particolarmente interessanti per la comprensione dell'estensione del potere egizio. Le basi recano ovali merlati (simili a cartigli) sovrapposti a prigionieri con le braccia legate, e sono evidentemente liste di toponimi, di terre, o località, o città, o popoli, sotto la giurisdizione dell'Egitto. Particolarmente interessante è la stele En, meglio nota come "stele Egea" poiché reca toponimi di città cretesi e dell'area continentale greca a riprova di collegamenti politico-commerciali con quelle aree geografiche.
Una particolarità, nel panorama architettonico di questo periodo, ma anche dell'intera architettura egizia, è dato dai complessi templari di Akhetaton dedicati al culto di Aton durante il periodo della cosiddetta "eresia amarniana". Nella città voluta dal faraone "eretico" Amenhotep IV/Akhenaton, infatti, vennero eretti due templi solari dedicati al dio Aton rappresentato dal disco solare; il fatto stesso che il dio fosse così visibile (al contrario di Amon, il cui epiteto era "il Nascosto") rendeva inutile il naos chiuso e buio. In tal senso, i templi di Aton ad Akhetaton erano il trionfo della luce ed erano fondamentalmente costituiti da un susseguirsi di cortili in cui si trovavano innumerevoli "altari" giacché l'adorazione di Aton prevedeva una sorta di concelebrazione. Tale stile architettonico, come sopra evidenziato, durerà solo per il periodo dell'"eresia" dopo di che, con la restaurazione degli antichi dei sotto Tutankhamon e, soprattutto con il successore Horemhab, lo sviluppo architettonico templare tornerà agli stilemi sopra trattati.
Nel Nuovo Regno vengono inaugurate la Valle dei Re e la Valle delle Regine, che per circa 500 anni saranno la dimora dell'eternità dei faraoni e delle loro famiglie.

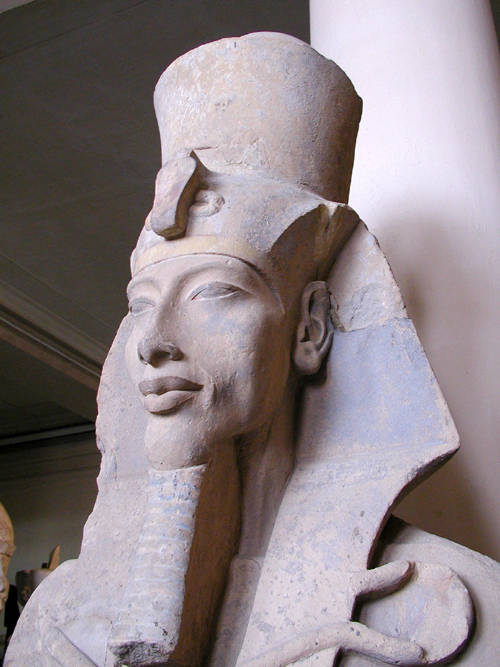
Busto di Akhenaton, 1350 a.C. circa, Il Cairo, Museo Egizio

### Scultura
La statuaria segue varie transizioni di stile.
Con l'avvento della XVIII dinastia si recuperano, come nell'architettura, i canoni possenti del Medio Regno: sotto il regno di Hatshepsut e Thutmose III i lineamenti del volto assumono caratteristiche di maggiore mascolinità e tendono ad allargarsi; con Thutmose IV e Amenofi III i ritratti assumono un carattere per lo più idealizzato. Durante il periodo della rivoluzione amarniana si abbandona lo stile idealizzato del volto e del corpo, preferendo uno stile dalle sembianze più realistiche, il quale permette la riproduzione di difetti fisici e la realizzazione di sculture in pose meno ieratiche e più quotidiane.
Con la XIX dinastia, abbandonati gli stili del periodo amarniano, si torna ad una rappresentazione più classica e tradizionale, ispirata a modelli del periodo thutmoside. Sotto il dominio ramesside i lineamenti del viso perdono in severità e si addolciscono, assumendo la tipica espressione sorridente riscontrabile in tutto il repertorio iconografico del regno di Ramses II.
Nel Nuovo Regno si diffonde ampiamente l'esecuzione di una statuaria monumentale.

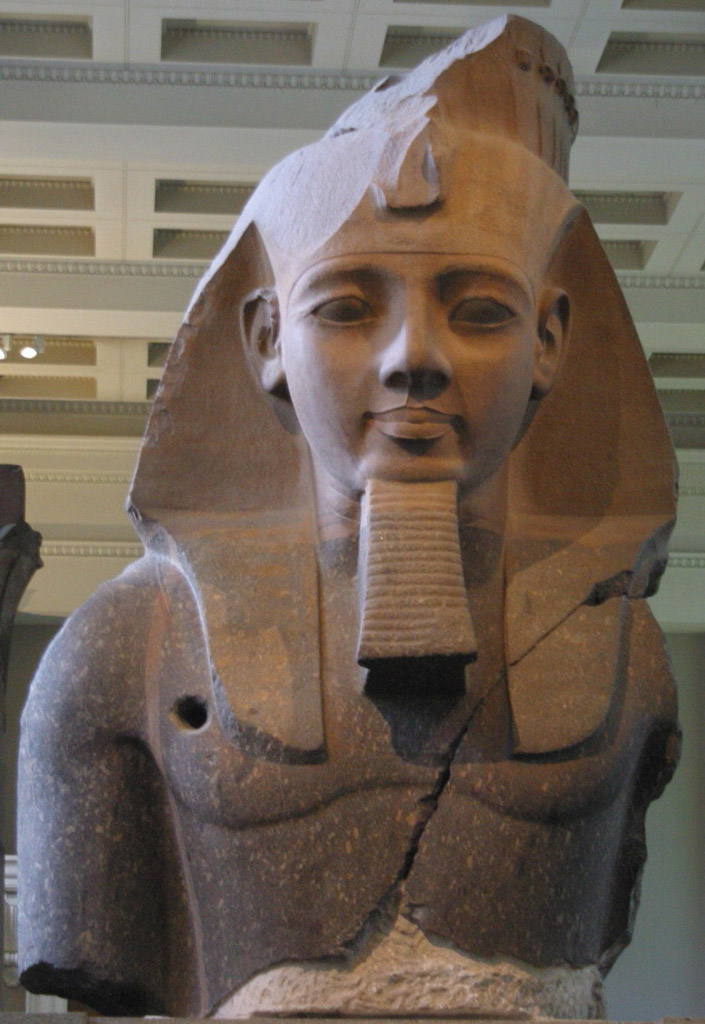
Busto colossale di Ramses II, soprannominato Giovane Memnone. British Museum, Londra.
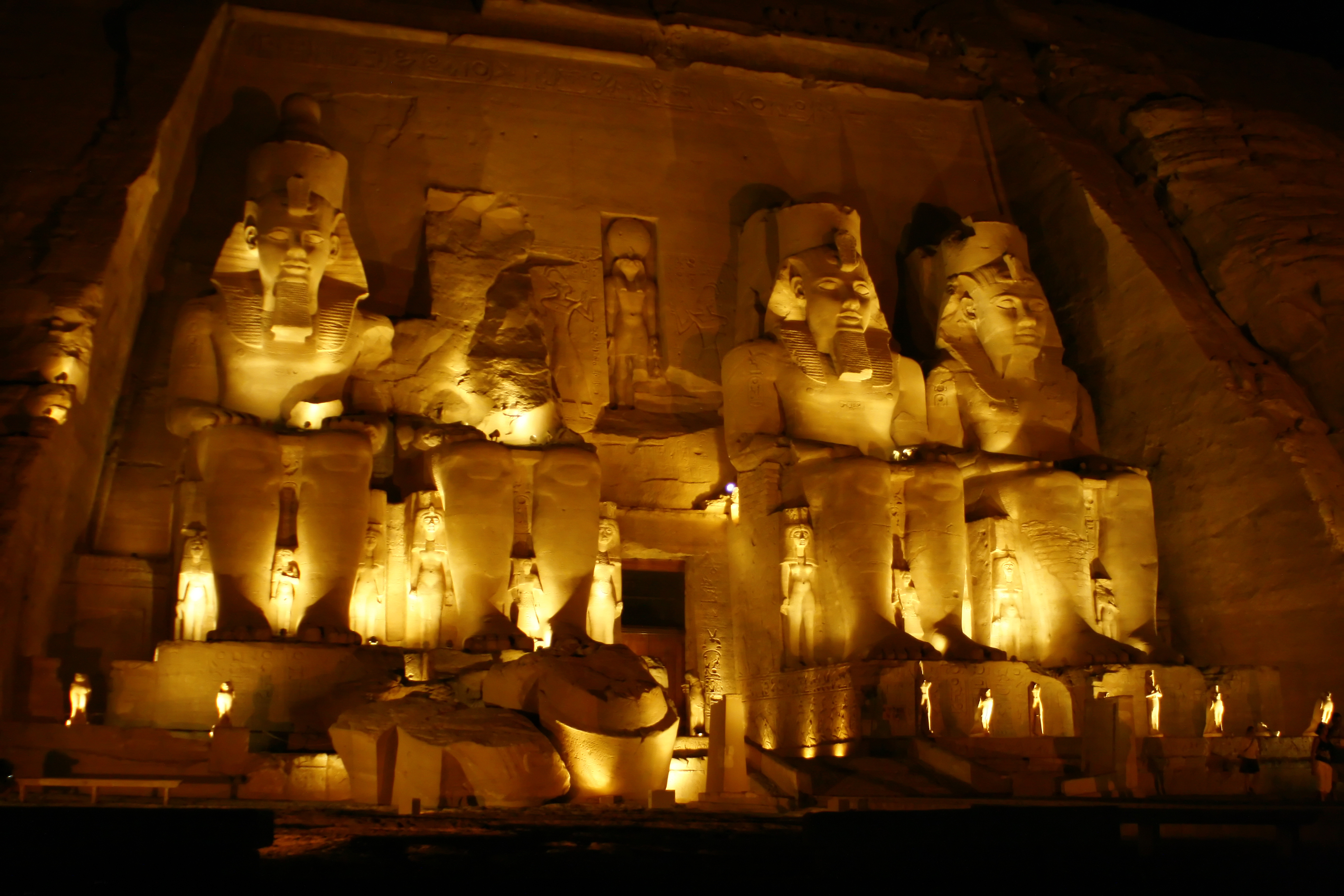
Tempio maggiore di Ramses II, Abu Simbel

### Pittura e rilievo
La pittura e il rilievo giungono a piena maturazione stilistica e creativa. Le innumerevoli testimonianze giunte dai templi dell'intero Paese e dalle decoratissime tombe della necropoli tebana dimostrano un alto sviluppo di queste arti che sperimentano peraltro nuove tecniche, nuovi canoni e nuovi temi, con una perfezione e una padronanza dell'uso del disegno fin nei minimi particolari mai raggiunta nei periodi precedenti.
I temi si arricchiscono di scene di vita quotidiana, come nella tomba di Nebamon, mentre le ambientazioni valicano i confini dell'Egitto con la raffigurazione di flora e fauna di luoghi stranieri, dovuta all'apertura verso i paesi confinanti e l'espansione territoriale dei sovrani.

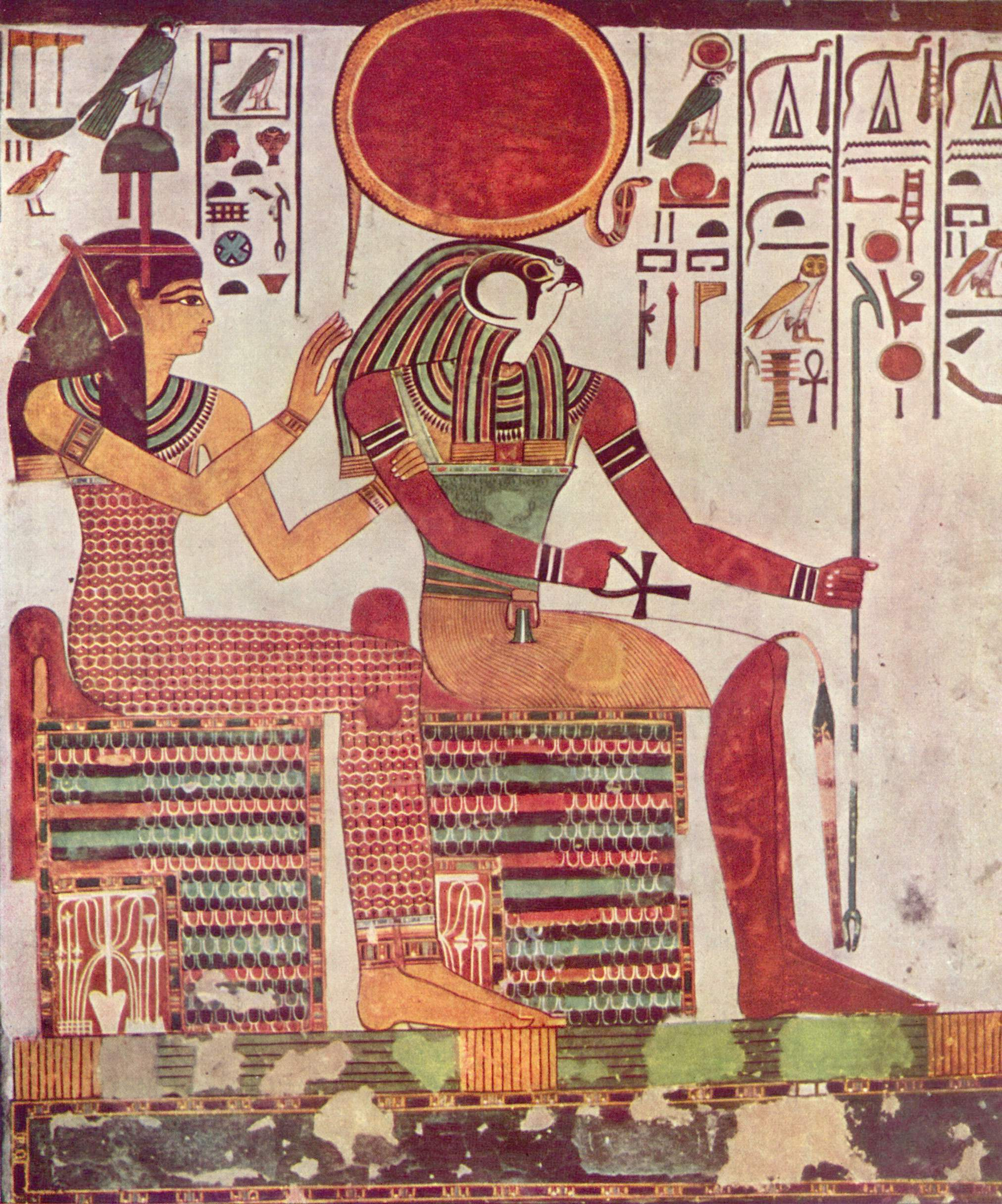
Pittura dalla tomba di Nefertari, 1298-1235 a.C., Valle delle Regine

In tale quadro possono essere inseriti anche i dipinti "minoici" dell'antica capitale Hyksos, Avaris (l'odierna Tell el-Dab'a) di cui già più sopra si è accennato a proposito del Secondo Periodo Intermedio. È qui, infatti, che scavi recenti compiuti dall'Istituto Archeologico Austriaco del Cairo hanno portato alla luce tre Palazzi "reali" denominati "F", "G" e "J", databili al periodo dei re Thutmosi III ed Amenhotep II della XVIII dinastia a riprova, peraltro, che mai la città di Avaris venne abbandonata anche durante il Nuovo Regno. I frammenti, che costituiscono solo il 10-15% dell'apparato originario, hanno tuttavia consentito di ricostruire affreschi che per la preparazione del fondo, nonché per i temi rappresentati, appaiono di chiara matrice minoica a dimostrazione della presenza, nel Basso Egitto, di una colonia egea verosimilmente di alto rango.
Analogo stile "egeizzante" si può rilevare, tuttavia, nell'Alto Egitto in dipinti tebani di Malqata, ove sorgeva un complesso abitativo-templare del re Amenhotep III, in cui alcuni pavimenti e soffittature presentano dipinti di derivazione, ma non di mano, egea.
Ancora nell'Alto Egitto, nella già citata necropoli tebana, alcune tombe sono ancora associabili a rapporti con le terre egee. Queste, infatti contengono dipinti delle cosiddette "processioni tributarie"; tra i tributari sono stati identificati (talvolta anche con esplicita indicazione) come Keftiw, ovvero abitanti delle isole egee che recano oggetti tipici della loro terra come rython in forma di testa taurina o lingotti "a pelle di bue".
A parte tale parentesi di carattere antropologico, attestante infatti i contatti con altre civiltà del Mediterraneo, l'arte egizia del Nuovo Regno prosegue negli stilemi tipici della bidimensionalità, della ieraticità, e della strumentalità delle scene rappresentate e solo successivamente, durante il periodo della cosiddetta "eresia amarniana", per un periodo relativamente brevissimo della storia artistica egiziana di soli 30-40 anni, sotto il regno del faraone Akhenaton, lo stile e l'iconografia acquisiscono maggiore naturalezza e si diffondono scene di vita quotidiana (specie della famiglia reale) in uno stile espressamente definito "amarniano".
Nella fase ramesside si torna ad un uso tipicamente funerario e religioso, con scene più sobrie e meno incentrate sulla vita quotidiana. Il rilievo si sviluppa in modo monumentale sulle pareti dei templi principali, esaltando la figura e le geste del sovrano, come nelle stele commemorative o politiche. Nasce il rilievo storico egiziano

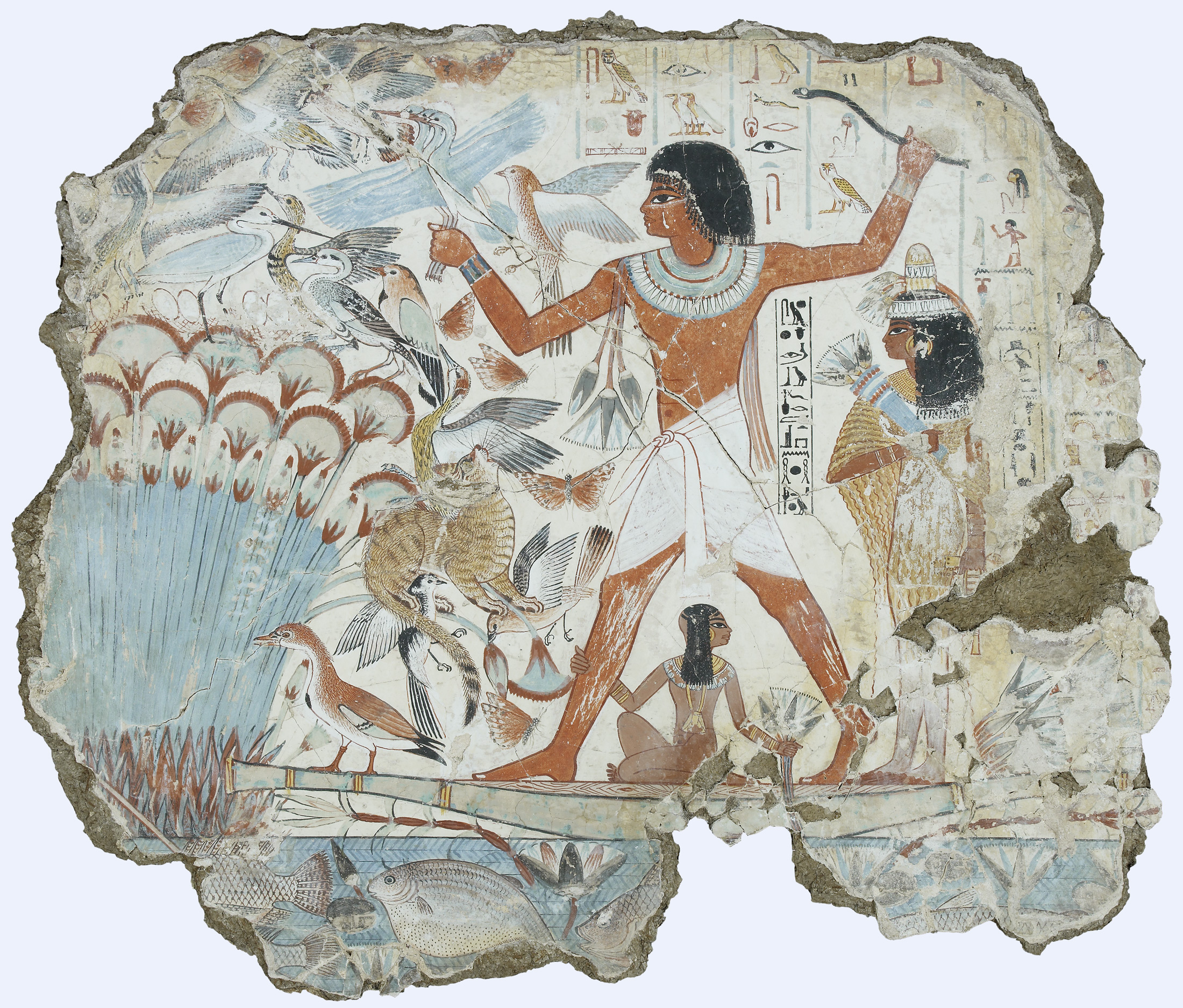
Pitture dalla tomba di Nebamon, Londra, British Museum
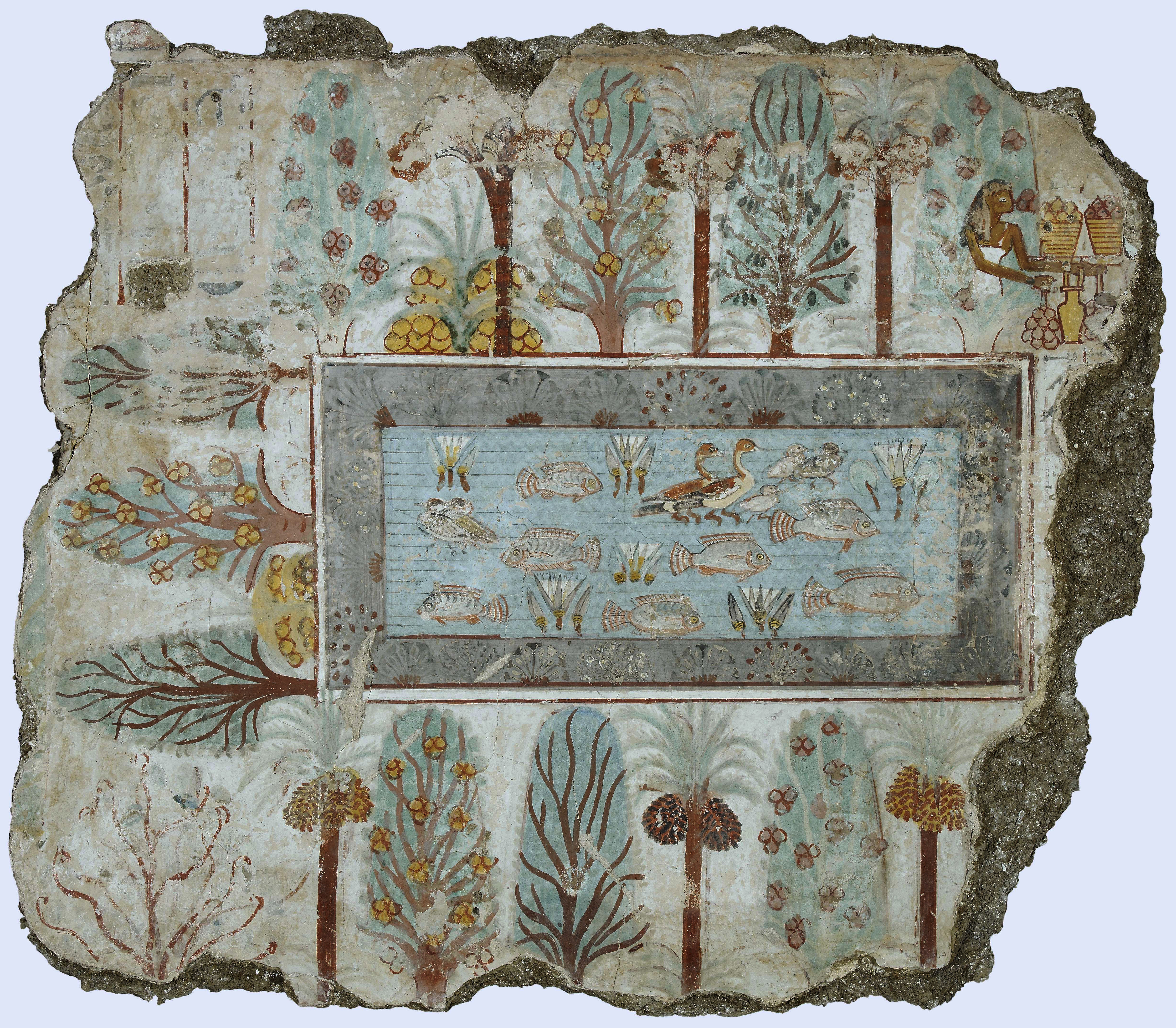
Tomba di Nebamon, Londra, British Museum
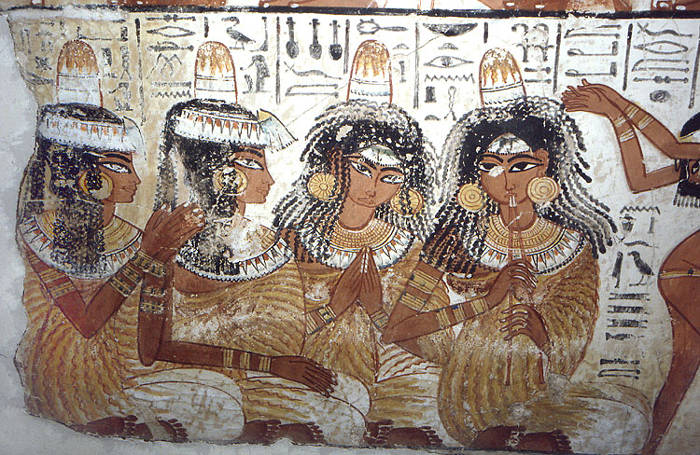
Tomba di Nebamon, Londra, British Museum
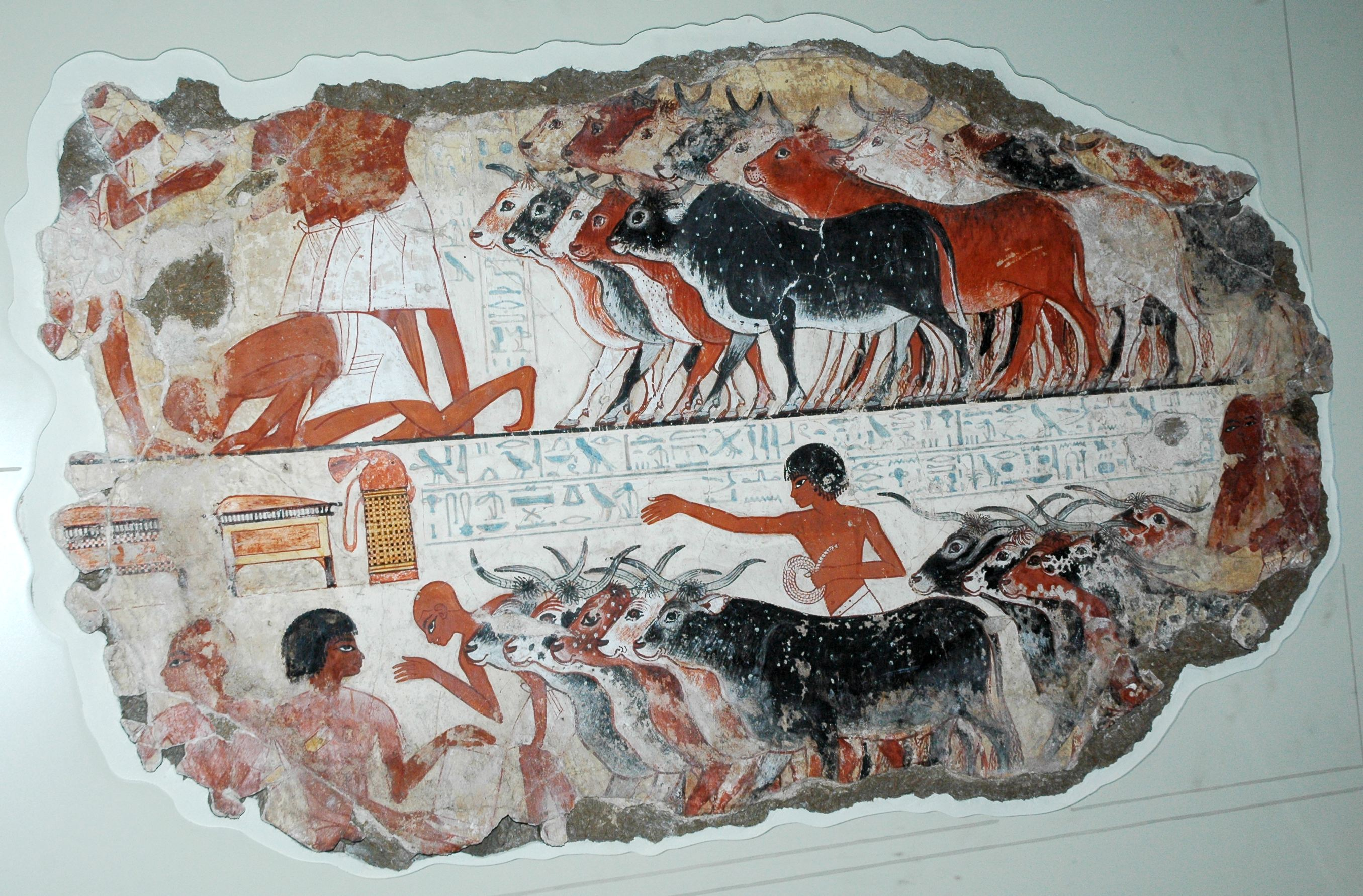
Tomba di Nebamon, Londra, British Museum

### Ceramica e arti minori
Il Nuovo Regno si caratterizza per la policromia della ceramica e per il gusto popolare dei manufatti.

## Terzo periodo intermedio e periodo tardo

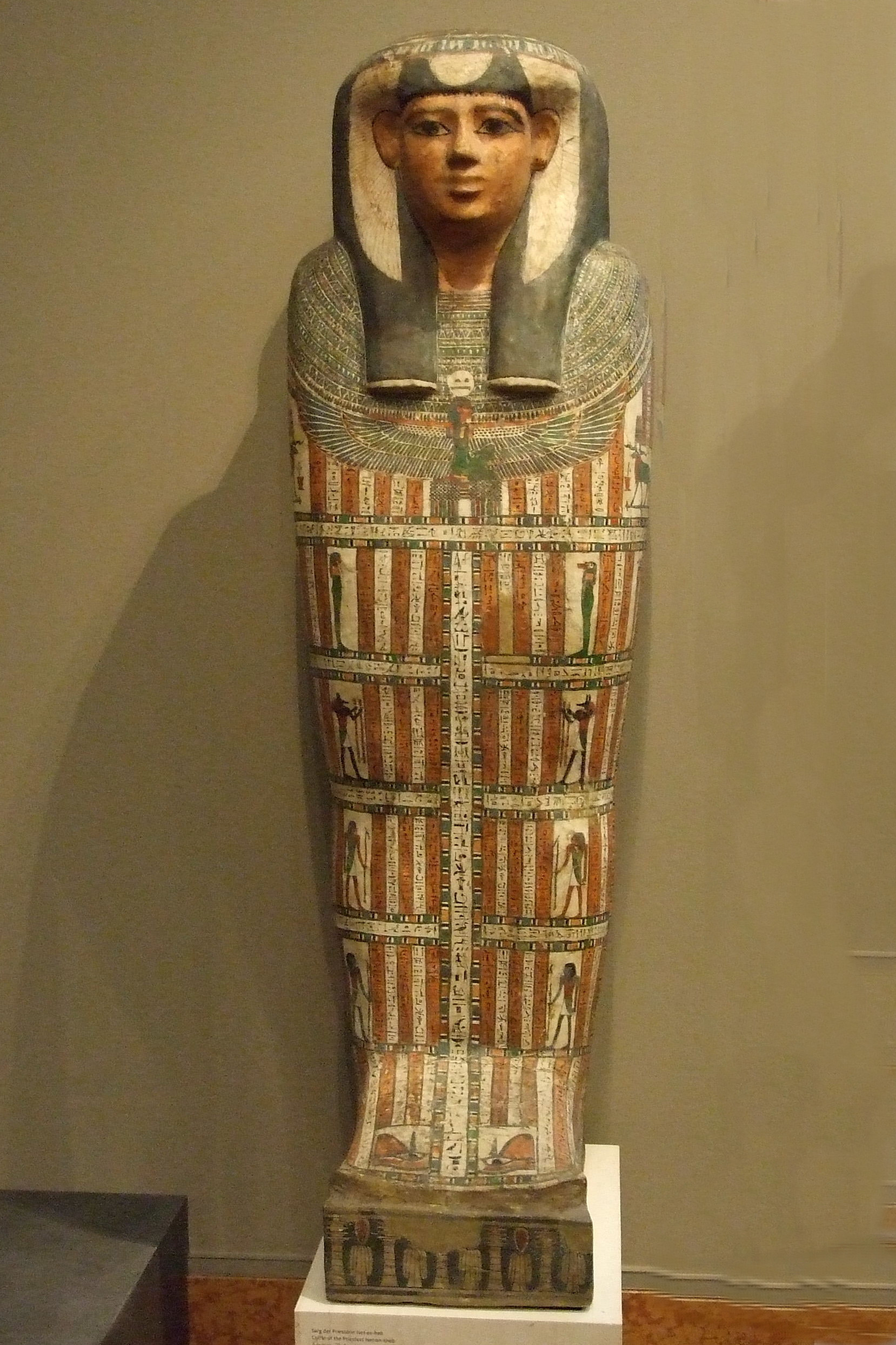
Sarcofago dipinto

Il Terzo periodo intermedio vede la divisione del regno faraonico, con la Nubia che si autoproclama indipendente dal potere centrale, con fondazione di una propria dinastia con sede a Napata; la Libia e la Siria saranno sottratte dall'influenza egiziana dal nascente impero assiro e l'Alto Egitto si costituirà in regno dipendente, con proprie dinastie e nuove capitali.
Nel 730 a.C. una dinastia di sovrani nubiani, con capitale a Kush, riunirà l'Egitto e dominerà fino al 672 a.C., data della conquista da parte degli Assiri.
Il periodo tardo vede avvicendarsi al potere dell'Egitto numerose dinastie, a volte autoctone e spesso straniere. Il paese verrà conquistato dai Persiani che domineranno fino alla conquista di Alessandro Magno nel 343 a.C.. Con la conquista macedone inizia l'ultimo periodo della storia egizia, il periodo tolemaico, che si concluderà nel 31 a.C. con la sconfitta di Marco Antonio e Cleopatra ad Azio.

### Architettura
I faraoni realizzano le loro sepolture nelle città d'origine, quasi sempre internamente al recinto sacro del maggior tempio della città per evitarne il saccheggio. Le tombe si dispongono su due livelli: superiormente vengono poste delle cappelle per l'adorazione del defunto e inferiormente viene posta la camera sepolcrale. I faraoni di Napata si fanno erigere presso la capitale delle piccole piramidi realizzate con blocchi di pietra.
Il periodo tardo vede la nascita dei mammisi, ovvero dei piccoli edifici in cui si celebrava la nascita del dio principale. Questo tipo architettonico avrà grande successo e sviluppo nel periodo tolemaico.

### Scultura
Scarse sono le testimonianze della statuaria regale, mentre sono meglio testimoniate le sculture di ambito privato (governatori, dignitari, sacerdoti). Il periodo tardo vede svilupparsi il ritratto individualizzato, ovvero la rappresentazione dei committenti con fisionomie veritiere e segnate dall'invecchiamento.

## Convenzioni espressive
Nella rappresentazione bidimensionale (bassorilievo e pittura) gli artisti egizi manifestano nell'arco di secoli una netta aderenza a una serie di convenzioni che rendono l'arte egizia unica ed immediatamente riconoscibile, immagine di una società conservatrice e stabile nel tempo.

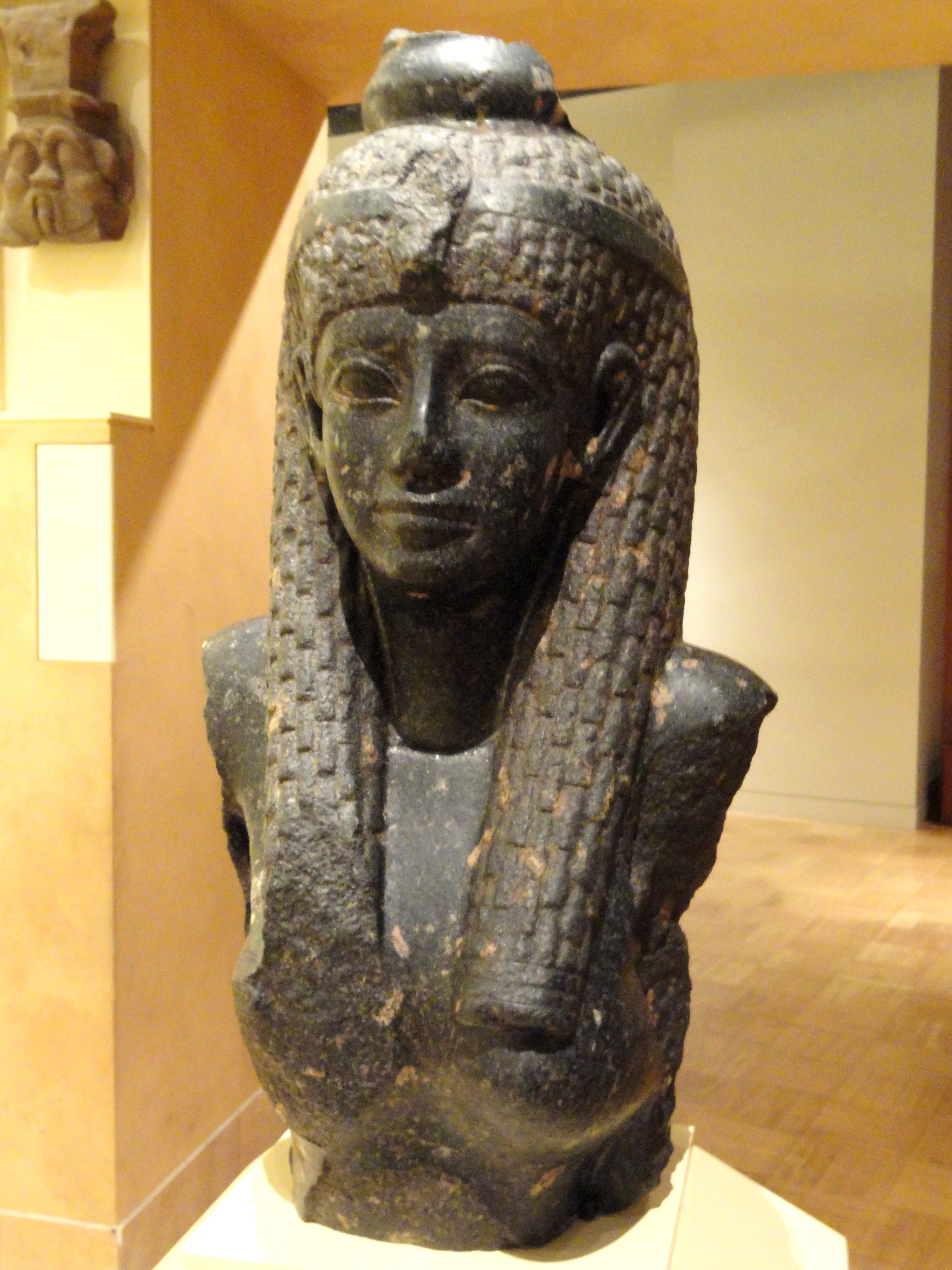
Cleopatra VII (69-30 a.C.), Royal Ontario Museum

L'interesse degli artisti egizi nella raffigurazione di un oggetto o di una figura umana era quello di presentarne il più possibile la totalità fisica, senza la "scelta" di un punto di vista unico, anzi selezionando anche più punti di vista in modo da avere la migliore prospettiva per ogni singolo elemento che compone la figura, studiata quindi parte per parte e non nella sua interezza. Si ottenevano così rappresentazioni per "assemblaggio" logico, senza nessun interesse nell'illusionismo di creare figure che dessero l'idea allo spettatore di averle realmente davanti. Per fare questo, vennero utilizzati reticoli geometrici, che garantivano un preciso rapporto tra le parti del corpo.
Le conseguenze di questa visione sono che in una figura umana le spalle e il busto sono di solito collocati frontalmente, il bacino di tre quarti, le gambe di profilo, di solito aperte della larghezza di una passo; il viso è di profilo, ma l'occhio è raffigurato di fronte.
Sono tipiche le proporzioni "gerarchiche", cioè i personaggi più importanti raffigurati in scala maggiore; l'uomo veniva abitualmente raffigurato più grande e con carnagione più scura della moglie, posta alla sua sinistra, e la figlia del faraone veniva evidenziata maggiormente in quanto prima erede al trono. Gli uomini seduti appoggiavano il palmo della mano sulla coscia, mentre quelli in piedi, se di sesso maschile, tenevano il piede sinistro più avanzato. Tra gli animali, le lucertole e le api venivano raffigurate dall'alto ed i coccodrilli di profilo.
La scelta dei colori in pittura rivestiva spesso un significato simbolico, come nel reperto di Nebamon o in quello delle Oche di Meidum, in stretta relazione con le iscrizioni in geroglifico che accompagnavano le scene.